# Dinastia Song
La dinastia Song (宋朝S, Sòng CháoP, Sung Ch'aoW; in Cantonese Jyutping: sung3 ciu4) regnò sulla Cina dal 960 al 1279. Fu fondata dall'imperatore Song Taizu che usurpò il trono dei Zhou posteriori, mettendo fine al periodo di divisione politica, noto come periodo delle cinque dinastie e dieci regni, emerso con la caduta della dinastia Tang nel 907. Essa è stata il primo governo nella storia del mondo ad emettere a livello nazionale banconote o vera carta moneta e il primo governo cinese a stabilire una marina militare permanente. Questa dinastia vide anche il primo utilizzo noto della polvere da sparo, così come la prima rilevazione del nord tramite una bussola.
La dinastia Song si divide in due periodi ben definiti: dal 960 al 1127 la capitale era Kaifeng (开封) e la dinastia prende il nome di Song settentrionali o Běi Sòng (北宋); dal 1127 al 1279, in seguito alle invasioni dei Jurchen (fondatori della Dinastia Jīn (金朝)), la capitale era Hangzhou (杭州) e la dinastia viene chiamata Nán Sòng o Song meridionali (南宋).
Sebbene la dinastia Song avesse perso il proprio controllo sulla tradizionale "culla della civiltà cinese" lungo il Fiume Giallo, l'economia rimase sviluppata, data l'elevata popolazione e l'estensione delle produttive terre agricole. I Song Meridionali potenziarono la loro forza navale per difendere le proprie acque, i confini terrestri e per condurre missioni marittime all'estero. Per respingere i Jin, e successivamente i Mongoli, i Song svilupparono nuove tecnologie militari e la polvere da sparo. Nel 1234 i Jin furono assoggettati dai Mongoli, che presero il controllo della Cina settentrionale, mantenendo rapporti non facili coi Song Meridionali. Möngke Khan, il quarto Gran Khan dell'Impero mongolo, morì nel 1259, nell'assedio di Chongqing. Il suo fratello minore Kublai Khan fu proclamato nuovo Gran Khan, benché riconosciuto solo parzialmente dai Mongoli a occidente. Nel 1271 Kublai fu proclamato Imperatore della Cina. Dopo due decenni di guerra sporadica, l'armata di Kublai conquistò i Song nel 1279, ponendo fine alla dinastia e inaugurando un nuovo periodo di unità sotto la dominazione mongola con la Dinastia Yuan (元朝 1271–1368).
Durante il X e l'XI secolo, la popolazione della Cina raddoppiò. Ciò fu dovuto all'ampliamento della coltivazione del riso nella Cina centrale e meridionale, all'uso del riso con maturazione precoce a sud-est e in Asia meridionale e alle abbondanti eccedenze alimentari. Il censimento fatto dai Song del Nord registrò circa 20 milioni di famiglie, il doppio di quelle esistenti durante le dinastie Han e la Tang. Si stima che la popolazione fosse di circa 120 milioni di abitanti, e 200 milioni durante la dinastia Ming. Tale considerevole innalzamento demografico fomentò una rivoluzione economica nella Cina pre-moderna. L'espansione della popolazione, la crescita delle città e l'emergere di un'economia nazionale, condussero verso un graduale esautoramento del governo centrale nella gestione diretta degli affari economici.
La vita sociale durante la dinastia Song era vivace. I cittadini si riunivano per vedere e scambiare preziose opere d'arte, il popolo si mescolava tra feste pubbliche e incontri privati, e le città godevano di vivaci quartieri di intrattenimento. La diffusione della letteratura e della conoscenza fu rafforzata dalla precedente invenzione della stampa a xilografia e dall'introduzione della stampa a caratteri mobili avvenuta nell'XI secolo. La tecnologia, le scienze, la filosofia, la matematica, l'ingegneria e altre attività intellettuali fiorirono nel corso di questi anni. Filosofi come Cheng Yi e Zhu Xi rinvigorirono il confucianesimo con nuovi pensieri intrisi di ideali buddhisti, che portarono alla nascita del neoconfucianesimo. Nonostante l'istituzione degli esami imperiali esistesse fin dalla dinastia Sui, essi divennero molto più importanti durante il periodo Song. Ciò fu fondamentale nel passaggio da una élite aristocratica a una élite burocratica.

## Storia

### Song settentrionali, 960–1127

L'imperatore Song Taizu (r. 960-976), in un ritratto di corte

Dopo aver usurpato il trono della dinastia dei Zhou posteriori, l'imperatore Song Taizu (r. 960–976) trascorse sedici anni conquistando il resto della Cina, riunificando la maggior parte dei territori una volta appartenuti agli imperi Han e Tang, ponendo fine al periodo di divisione politica delle Cinque dinastie e dei dieci regni. Egli stabilì, presso Kaifeng, un forte governo centrale a capo di tutto l'impero. Assicurò una stabilità amministrativa, promuovendo il sistema degli esami imperiali per la nomina dei burocrati statali, basata sull'abilità e il merito (al posto della posizione aristocratica o militare) e promosse progetti che comportarono efficienza nelle comunicazioni in tutto l'impero. Durante una di queste iniziative, i cartografi furono in grado di creare mappe dettagliate di ogni provincia e delle città. Queste mappe furono poi raccolte in un grande atlante. L'imperatore Taizu inoltre promosse la ricerca scientifica e le innovazioni tecnologiche, sostenendo opere come la torre dell'orologio astronomico progettato e costruito dall'ingegnere Zhang Sixun.
La corte imperiale Song mantenne rapporti diplomatici con la dinastia Chola in India, con i Fatimidi in Egitto, con il regno Srivijaya malese e con il Khanato Karakhanidi dell'Asia centrale. Altri paesi furono soci commerciali. Tuttavia, solo gli stati più vicini alla Cina ebbero il maggiore impatto sulla sua politica interna ed estera. Dalla sua nascita sotto Taizu, la dinastia Song si alternò tra guerra e diplomazia con le popolazioni Kitai della Dinastia Liao nel nord-est e con la popolazione Tangut della Dinastia Xia occidentale nel nord-ovest. I Song utilizzarono la forza militare nel tentativo di sconfiggere la dinastia Liao e di riconquistare la Sedici Prefetture, un territorio sotto il controllo Kitai che è stato tradizionalmente considerato parte della Cina. Tuttavia, gli eserciti Song furono respinti dalle forze Liao che si impegnarono in aggressive campagne annuali nel territorio Song settentrionale fino al 1005, quando la firma del trattato di Shanyuan pose termine a questi scontri. I Song furono costretti a pagare un tributo ai Kitai, ma ciò non comportò un grave danno per la loro economia dal momento che i Kitai importavano quasi tutto dai Song. Più significativamente, furono costretti a riconoscere allo stato Liao pari dignità diplomatica.
La dinastia Song riuscì a riportare numerose vittorie militari sui Tangut nei primi anni dell'XI secolo; questi successi culminarono in una campagna guidata dallo scienziato, generale e statista Shen Kuo (1031-1095). Tuttavia, questa campagna si rivelò un fallimento a causa di un ufficiale rivale di Shen che disubbidì agli ordini portando alla perdita dei territori strappati agli Xia occidentali. Vi furono anche una significativa guerra combattuta contro la dinastia Lý del Vietnam (1075-1077) per una disputa di confine, e la rottura dei rapporti commerciali con il regno dei Đại Việt. Dopo che le forze Lý inflissero gravi danni in una sortita nel Guangxi, il comandante dei Song Guo Kui (1022-1088) entrò a Thăng Long (la moderna Hanoi). Tuttavia, gravi perdite da entrambe le parti indussero il comandante Lý Thường Kiệt (1019-1105) a spingere verso un trattato di pace che consentisse ad entrambe le parti di sospendere lo sforzo bellico; i territori conquistati furono reciprocamente scambiati nel 1082, insieme ai prigionieri di guerra.

Wang Anshi

Nel corso dell'XI secolo le rivalità politiche divisero i membri della corte per via dei differenti approcci dei vari ministri riguardo alla gestione della complessa società che si era creata e della fiorente economia. L'educatore e stratega Fan Zhongyan (989-1052) fu il primo a subire un contraccolpo politico, quando tentò di proporre le riforme Qingli, che comprendevano misure come il miglioramento del sistema di reclutamento dei dipendenti aumentando gli stipendi dei funzionari minori e istituendo programmi di aiuto per consentire ad una gamma più ampia di persone di essere istruite e di poter usufruire del servizio di Stato.
Dopo che Fan fu costretto a dimettersi dal suo incarico, Wang Anshi (1021-1086) divenne Cancelliere della corte imperiale. Con l'appoggio dell'imperatore Shenzong (1067-1085), Wang Anshi criticò duramente il sistema educativo e la burocrazia statale. Cercando di porre rimedio alla corruzione all'interno dello stato e alla negligenza, Wang attuò una serie di riforme chiamate "Nuove Politiche" (新法), tra cui una riforma fiscale che interessava i terreni, l'istituzione di diversi monopoli statali, il sostegno alle milizie locali e la creazione di standard più elevati per l'esame imperiale per renderlo più adatto a selezionare realmente gli uomini più capaci di governare.
Tali riforme crearono fazioni politiche nella corte. Il gruppo sostenitore di Wang Anshi, noto anche come "i riformatori", si scontrò con i ministri della fazione più conservatrice guidati da Sima Guang (1019-1086). Quando una fazione soppiantava un'altra nella posizione di maggioranza dei ministri della corte, allontanava i funzionari rivali, inviandoli a governare regioni dell'impero remote e di frontiera. Una delle vittime di spicco della rivalità politica, fu il famoso poeta e statista Su Shi (1037-1101), che fu imprigionato e poi esiliato per aver criticato le riforme di Wang.

Song Gaozong, il primo imperatore dei Song Meridionali

Mentre la corte centrale Song rimaneva politicamente divisa e concentrata sugli affari interni, arrivarono preoccupanti notizie dai territori a nord dello stato Liao. I Jurchen, una tribù dell'impero Liao, guidati dal condottiero Aguda, si ribellarono ad essi e formarono un proprio stato, la dinastia Jin (1115-1234). Il funzionario dei Song Tong Guan (1054-1126) consigliò all'imperatore Huizong (1100-1125) di stringere un'alleanza con i Jurchen e una campagna militare congiunta rovesciò e conquistò totalmente la dinastia Liao nel 1125.
Tuttavia, lo scarso rendimento e la debolezza militare dell'esercito Song furono subito evidenti ai Jurchen che ruppero la loro alleanza avviando un'invasione nel territorio Song nel 1125, seguita da un'altra due anni più tardi. Durante quest'ultima invasione, i Jurchen catturarono non solo la capitale Song Kaifeng, ma lo stesso imperatore Hui Zong ormai ritirato, il suo successore Qinzong e la maggior parte della corte imperiale. Ciò avvenne nell'anno di Jingkang (in Cinese 靖康) ed è noto come l'umiliazione di Jingkang (in cinese 靖康 之耻). Le forze Song restanti raggruppatesi sotto l'auto-proclamato Gaozong (1127-1162) si ritirarono a sud dello Yangtze per stabilire la nuova capitale della dinastia Song a Lin'an (la moderna Hangzhou). La conquista Jurchen della Cina settentrionale e lo spostamento della capitale da Kaifeng a Lin'an fu la linea di demarcazione tra la dinastia Song del Nord e la dinastia Song del Sud.

### Song meridionali, 1127-1279

I Song Settentrionali nel 1111.

I Song Meridionali nel 1142. I confini occidentali e meridionali rimangono invariati rispetto alla precedente cartina, benché la linea Qinling Huaihe fosse sotto il controllo della dinastia Jin. Il territorio della dinastia Xi Xia rimangono invariati. A sud-ovest, la dinastia Song confinava con uno stato di circa un sesto della propria estensione, la dinastia Dali.

Sebbene indeboliti e spinti verso sud lungo il fiume Huai, i Song Meridionali trovarono nuovi modi per sostenere la loro fiorente economia e difendere il loro territorio dagli scontri con la dinastia Jīn. Essi vantavano abili ufficiali militari, come Yue Fei, Li Gang e Han Shizhong. Il governo promosse una massiccia costruzione e progetti di miglioramento del porto e l'edificazione di fari e magazzini portuali al fine di sostenere il commercio marittimo verso i principali porti internazionali, come Quanzhou, Canton e Xiamen.
Al fine di proteggere e sostenere le tante navi che solcavano le acque del Mar Cinese Orientale e del Mar Giallo (tra la Corea e il Giappone), nell'Oceano Indiano nel Mar Rosso, si presentò la necessità di creare un corpo militare dedicato. Pertanto la dinastia Song stabilì in Cina la prima marina militare permanente nel 1132 con sede a Dinghai, distretto dell'attuale città-prefettura di Zhoushan, nel Zhejiang. Grazie a tale flotta, i Song si prepararono ad affrontare le forze navali dei Jīn sul fiume Yangtze nel 1161, nella battaglia di Tangdao e nella battaglia di Caishi. Durante questi scontri le navi della marina Song impiegarono le navi dotate di ruote a pale, armate di trabucco che permetteva di lanciare bombe piene di polvere da sparo. Nonostante le forze Jīn, comandate dall'imperatore Hailing, vantassero 70 000 uomini su 600 navi da guerra, mentre le forze Song erano di soli 3 000 uomini imbarcati su 120 navi, le forze di questi ultimi uscirono vittoriose in entrambe le battaglie, proprio grazie a queste tecnologie adottate sulle proprie navi. Successivamente la marina militare fu notevolmente ampliata, arrivando a contare circa 52 000 marinai combattenti.
Il governo Song confiscò porzioni di terreno di proprietà della nobiltà terriera al fine di aumentare le entrate per questi potenziamenti militari, un atto che causò un forte dissenso, alienandogli la fedeltà di importanti membri della società ma che non fermò le preparazioni difensive dei Song. Le questioni finanziarie furono aggravate dal fatto che molte famiglie abbienti e proprietarie terriere ottenevano esenzioni fiscali grazie al fatto di avere funzionari nel governo.
Sebbene la dinastia Song avesse dimostrato di essere in grado di trattenere i Jīn, un nuovo pericoloso nemico affermò il suo dominio sulla steppa, nei deserti e nelle pianure a nord dei territori della dinastia Jīn. I mongoli, guidati da Gengis Khan (r. 1206-1227), inizialmente invadendo i Jīn nel 1205 e 1209, mediante grandi incursioni attraverso i loro confini e, nel 1211, un enorme esercito mongolo fu formato per l'invasione finale. La dinastia Jīn fu costretta al vassallaggio verso i mongoli e quando improvvisamente la capitale dei Jin fu spostata da Pechino a Kaifeng, tale fatto fu interpretato dai mongoli come una rivolta. Sotto la guida di Ögedei Khan (r. 1229-1241), sia la dinastia Jīn che la dinastia Xia occidentale vennero conquistate dagli eserciti mongoli. I mongoli invasero anche la Corea, il califfato abbaside del Medio Oriente e la Russia. Il capo mongolo Mongke Khan condusse in seguito una campagna militare contro i Song nel 1259, ma morì l'11 agosto durante la battaglia della fortezza Diaoyu a Chongqing. La morte di Mongke e la conseguente crisi di successione costrinsero Hulagu Khan a ritirare il grosso delle forze mongole fuori del Medio Oriente dove erano state condotte per combattere contro i Mamelucchi egiziani (che sconfissero i mongoli rimasti a Ayn Jalut). Anche se Hulagu si alleò con Kublai Khan, le sue forze non erano in grado di cooperare nell'assalto contro i Song a causa della guerra di Hulagu con il Khanato dell'Orda d'Oro.

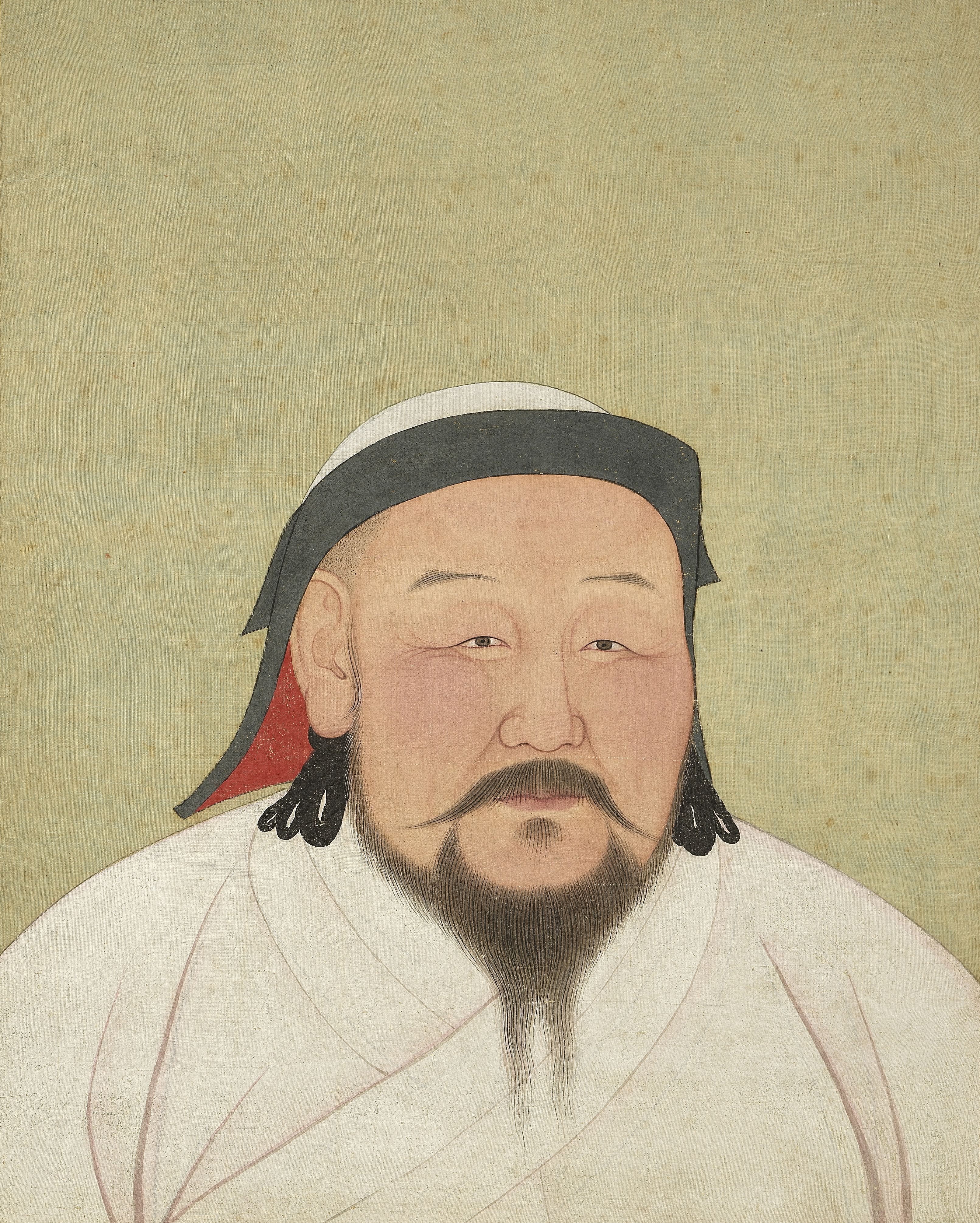
Il capo mongolo Kublai Khaan

Kublai continuò l'offensiva contro i Song, guadagnando un punto d'appoggio temporaneo sulla riva sud dello Yangtze. Kublai iniziò quindi i preparativi per prendere Ezhou, ma una guerra civile in sospeso con suo fratello Ariq Böke - un pretendente rivale al Khaganato mongolo - lo obbligò a spostare il grosso delle sue truppe verso nord. In assenza di Kublai, le forze Song furono comandate dal Cancelliere Jia Sidao in un attacco che riuscì a spingere le forze mongole oltre le rive settentrionali del Yangzi. Ci furono piccoli scontri di frontiera fino al 1265, quando Kublai vinse l'importante battaglia nel Sichuan. Dal 1268-1273, Kublai bloccò il fiume Yangzi con la sua marina e assediò Xiangyang, l'ultimo ostacolo sulla sua strada per invadere il ricco bacino del fiume Yangzi. Kublai dichiarò ufficialmente la creazione della dinastia Yuan nel 1271. Nel 1275, un esercito Song di 130mila soldati comandato da Jia Sidao fu pesantemente sconfitto. Nel 1276 gran parte del territorio Song fu sottomesso dalle forze Yuan.
Nella battaglia di Yamen, del 1279, sul Delta del Fiume delle Perle, l'esercito Yuan, guidato dal generale Zhang Hongfan, piegò definitivamente la resistenza Song. L'ultimo sovrano, il giovane imperatore di soli 8 anni, Zhao Bing, si suicidò insieme con il primo ministro Lu Xiufu e 800 membri del clan reale. Su ordine di Kublai il resto della ormai decaduta famiglia reale fu risparmiata. Al deposto imperatore Gongdi fu dato il titolo di "Duca di Ying", ma poi fu esiliato in Tibet, dove intraprese una vita monastica. L'ex imperatore sarebbe poi stato costretto a suicidarsi sotto gli ordini del nipote di Kublai, Gegeen Khan, per paura che potesse compiere un colpo di Stato per ripristinare il suo regno.

## Società e cultura

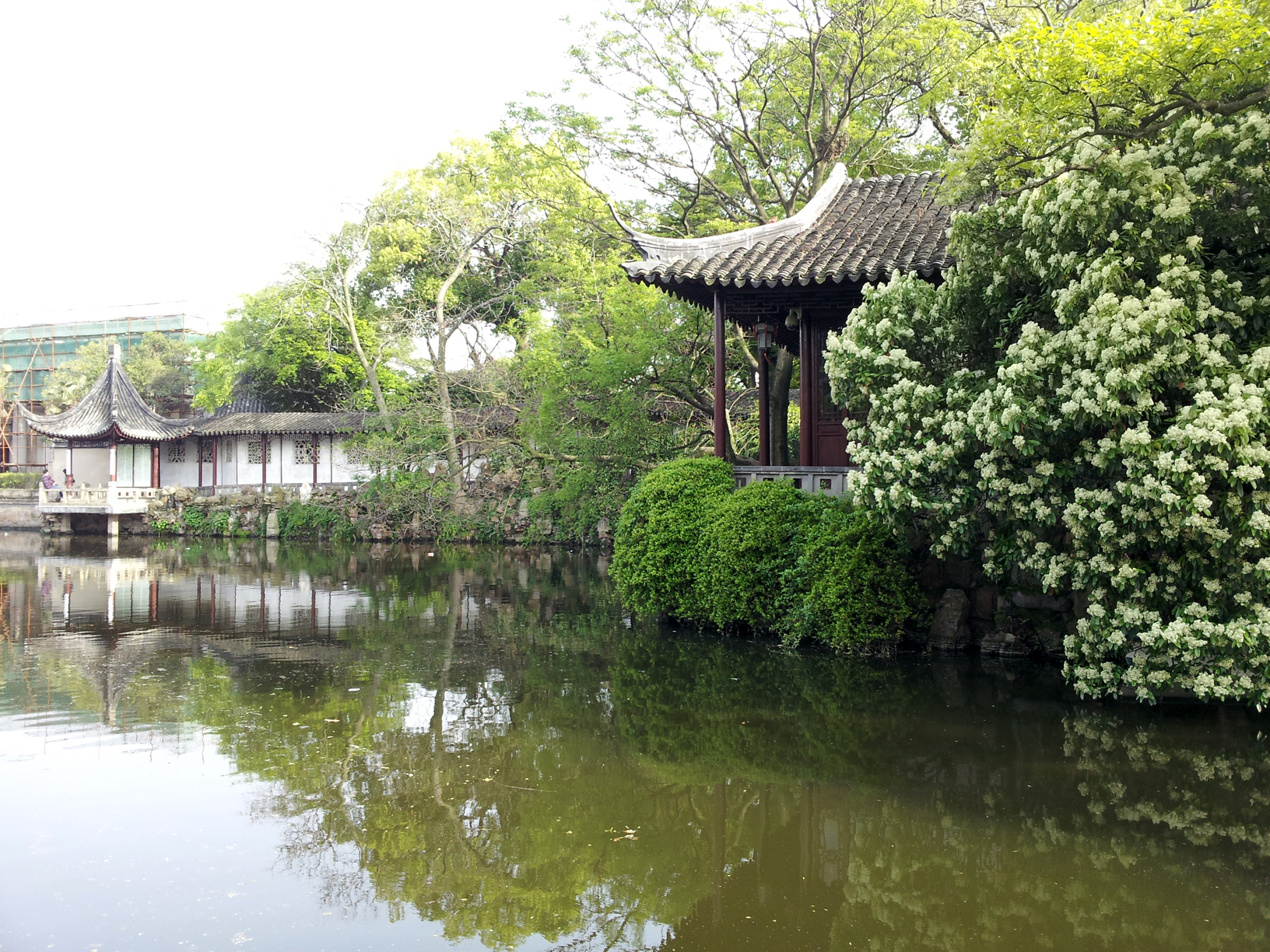
Scorcio del Padiglione Canlang, costruito nel 1044 da Shunqing a Suzhou, è il più antico giardino oggi in piedi della città

La dinastia Song era un'epoca di complesse organizzazioni sociali e amministrative. Alcune delle città più grandi del mondo si trovavano in Cina in questo periodo (Kaifeng e Hanzhou avevano una popolazione di più di un milione di abitanti. La popolazione si riuniva in circoli e s'intratteneva nelle città, e vi erano numerose scuole e templi che fornivano l'istruzione e servizi religiosi. Il governo Song sosteneva programmi di benessere sociale tra cui l'istituzione di case di riposo, cliniche pubbliche e cimiteri per i poveri. I Song svilupparono un vasto servizio postale su modello del sistema postale dei primi Han (202 a.C. – 220 d.C.), favorendo una rapida comunicazione per tutto l'impero. Il governo centrale assunse migliaia di lavoratori postali di vari ranghi per fornire un servizio per gli uffici postali e le più grandi stazioni postali. Nelle aree rurali i contadini erano proprietari delle terre che coltivavano, pagavano l'affitto come fittavoli o erano servi nelle grandi tenute.

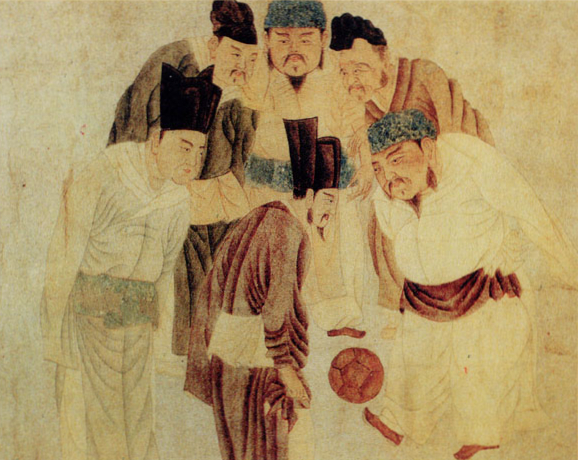
Qian Xuan (1235-1305), Song Taizu gioca a cuju, 宋太祖蹴鞠图, 1300 ca. Song Taizu, Song Taizong, il primo ministro Zhao Pu e altri ministri giocano a cuju, un'antica forma di calcio

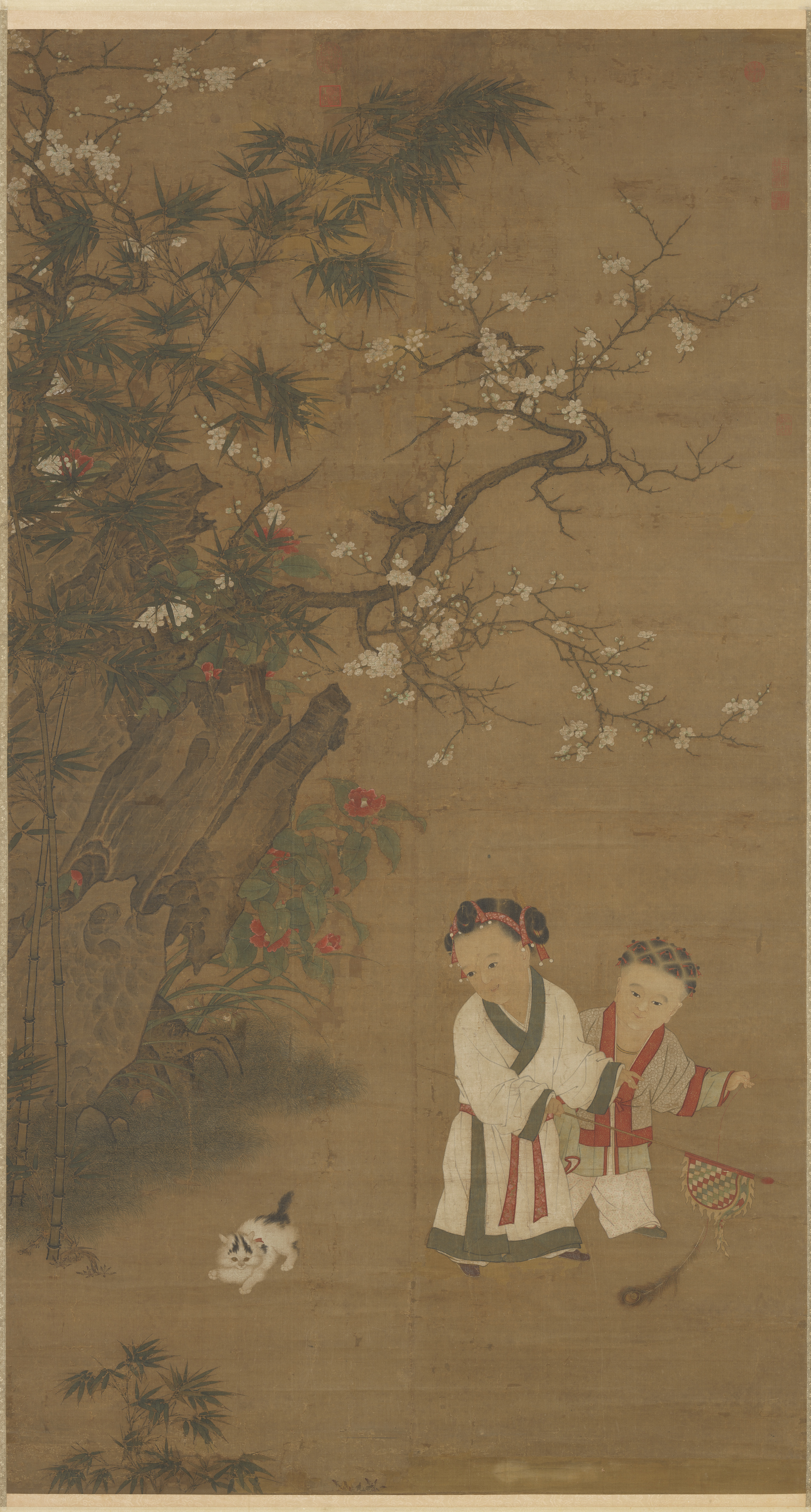
Su Hanchen, Bambini che giocano in una giornata invernale (冬日婴戏图轴), XII secolo, inchiostro e colore su seta, 96,2 × 107,1 cm, Taipei, National Palace Museum. La bambina ondeggia una penna di pavone come quelle usate nel teatro per indicare il capo delle truppe.

Benché le donne godessero d'uno status sociale inferiore rispetto agli uomini (in accordo coll'etica confuciana), beneficiavano di molti privilegi sociali e legali e detenevano un considerevole potere domestico nei loro piccoli affari. Quando la società Song divenne sempre più prosperosa e la famiglia della sposa iniziò a conferire per il suo matrimonio, le donne guadagnarono più diritti legali nel possesso di proprietà. In alcune circostanze, una figlia non sposata senza fratelli o una madre senza più figli, poteva ereditare metà della quota della proprietà familiare. Vi erano molte donne educate e degne di nota ed era una pratica comune per loro istruire i loro figli durante la loro infanzia. Per esempio, la madre dello scienziato, generale, diplomatico e statista Shen Kuo gli insegnò nozioni di strategia militare. Nacquero anche eccezionali scrittrici e poetesse, come Li Qingzhao (1084-1151), già famosa quando era in vita.
La Religione in Cina influenzava notevolmente la vita, le credenze, le attività quotidiane, la letteratura sulla spiritualità era popolare. Le maggiori divinità del daoismo, del buddhismo della religione popolare cinese e gli spiriti degli antenati erano venerate con offerte sacrificali. Secondo Tansen Sen, arrivarono in Cina dall'India più monaci buddhisti di quanti ne fossero arrivati durante la precedente dinastia Tang (618–907). Coll'arrivo di molti stranieri in Cina per condurre traffici commerciali o per viverci permanentemente, giunsero molte religioni dall'esterno; tra le minoranze religiose in Cina vi erano musulmani del Medio Oriente, gli ebrei di Kaifeng e persiani manicheisti.
La popolazione conduceva una vivace vita sociale e domestica, celebrava feste pubbliche come la festa delle lanterne e di Qingming. Vi erano nelle quartieri dedicati al divertimento. Non mancavano burattinai, acrobati, attori teatrali, inghiottitori di spade, incantatori di serpenti, narratori, cantanti, musicisti, prostitute e luoghi in cui rilassarsi, come case da tè, ristoranti e banchetti. Un gran numero di persone frequentava circoli sul tè, sul cibo esotico, di antiquariato e di collezionisti di arte, di cavalli, di poesia e di musica. L'epoca Song era famosa per le varietà regionali di arte e di cucina. Il dramma teatrale era molto in voga tra l'élite e il popolo, sebbene gli attori recitassero parlando in cinese classico. I quattro più grandi teatri di Kaifeng potevano ospitare ognuno diverse migliaia di spettatori. C'erano anche passatemi domestici degni di nota, come i giochi da tavolo del go e del xiangqi.

### Gli esami di Stato e la nobiltà

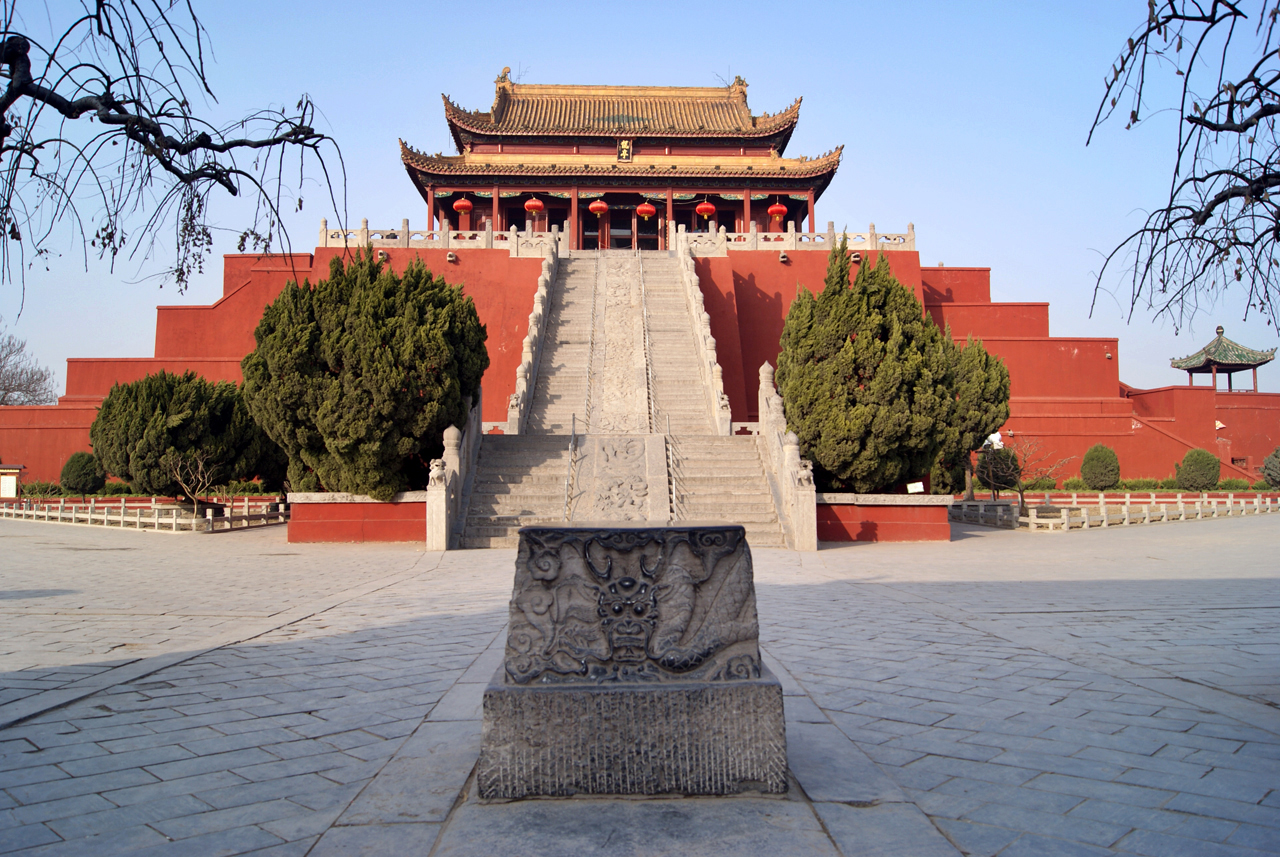
Il Padiglione del Drago (龙亭), uno dei resti del palazzo imperiale di Kaifeng

La dinastia Song sviluppò il sistema degli esami per reclutare i membri dell'amministrazione imperiale; tale reclutamento era basato su graduatorie acquisite attraverso esami competitivi, selezionando così gli individui più capaci per il governo. Selezionare i candidati per mezzo di prove d'esame era un metodo già applicato a partire dagli Han (vedi Xiaolian 孝廉). Il sistema degli esami fu già istituzionalizzato su piccola scala sotto i Sui e i dinastia Tang, ma coi Song divenne quasi l'unico mezzo per raggiungere i posti di governo L'avvento e la diffusione della stampa contribuirono a divulgare gli insegnamenti confuciani e a istruire sempre più esaminandi. Ciò s'intravede nel numero di candidati per gli esami di grado inferiore al livello di prefettura locale, che crebbe dai 30 000 annuali agli inizi dell'XI secolo ai 400 000 degli ultimi anni del XIII. Il sistema degli esami consentì una più ampia meritocrazia, mobilità sociale e uguaglianza per chi concorreva ad ottenere un incarico ufficiale al governo. Tramite le statistiche raccolte dallo Stato Song, Edward A. Kracke, Sudō Yoshiyuki e He Bingti avanzarono l'ipotesi secondo la quale avere il padre, un nonno o un bisnonno che aveva servito come funzionario statale non garantiva il raggiungimento di una carica del medesimo livello. Robert Hartwell e Roberto P. Hymes criticarono questo modello, affermando che ponga troppa enfasi nel ruolo della famiglia nucleare e che consideri solo tre ascendenti paterni degli esaminandi ignorando la realtà demografica della Cina dei Song, il numero considerevole di maschi di ogni generazione che avevano perso figli e il ruolo della famiglia estesa. Molti si sentirono privati dei diritti vedendo che il sistema burocratico favoriva la classe dei grandi proprietari terrieri in grado di permettersi la migliore istruzione. Uno dei più grandi critici letterari di questa casse sociale era lo statista e famoso poeta Su Shi. Ciò nonostante Su era un prodotto del suo tempo, poiché l'identità, le abitudini e gli atteggiamenti dei funzionari-letterati erano diventate meno aristocratiche e più burocratiche colla transizione dai Tang ai Song. Al principio della dinastia, i posti di governo erano occupati sproporzionatamente da due tipi di élite: l'élite fondante che aveva legami coll'imperatore fondatore e un'élite professionale semi-ereditaria che sfruttava l'appartenenza a clan di lunga data, legami familiari e alleanze matrimoniali per assicurarsi le nomine. Dagli ultimi anni dell'XI secolo, l'élite fondatrice fu esautorata, mentre la partigianeria e la faziosità politiche a corte minarono le strategie matrimoniali dell'élite professionale, che si dissolse come un gruppo sociale distinguibile e sostituito da una moltitudine di famiglie della piccola nobiltà.

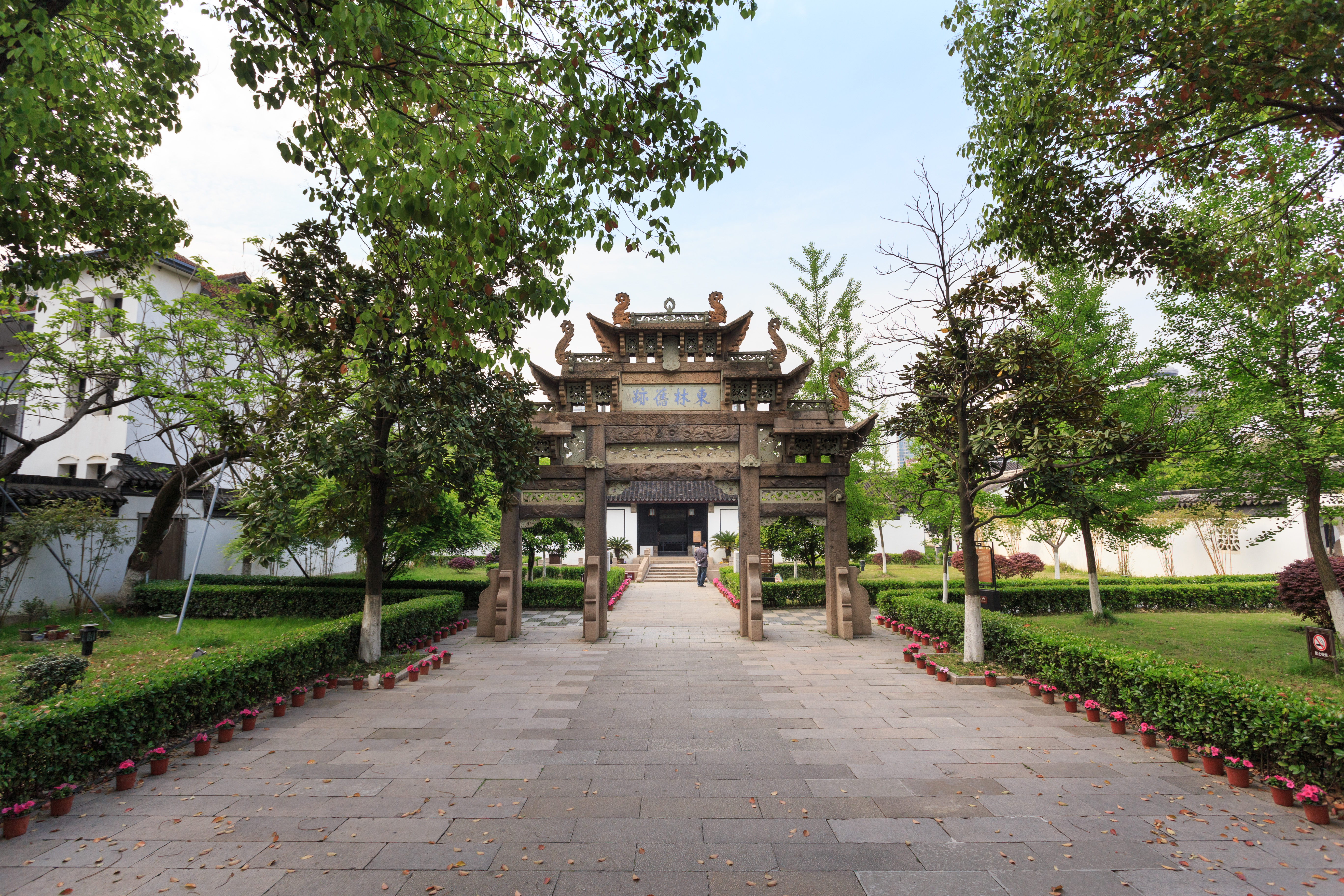
L'Accademia Donglin, un istituto d'istruzione equivalente a un'università attuale, ubicata a Wuxi, Jiangsu. La sua prima edificazione risale al 1111 sotto i Song Settentrionali.

A causa dell'enorme crescita demografica della Cina dei Song e del fatto che l'organico di funzionari era limitato a circa Template:Formantum:20000 membri, il più dei funzionari presero posto nella gestione degli affari locali. Oltre ai funzionari già in carica, questa élite consisteva in esaminandi, candidati inclusi nelle graduatorie ma con ruolo non ancora assegnato, assistenti locali e funzionari in pensione. Questa élite locale supervisionava l'amministrazione locale e sovvenzionava le infrastrutture necessarie alle comunità locali; ogni magistrato locale nominato dal governo faceva affidamento sulla cooperazione dei signori locali. Per esempio, il governo Song (eccetto il governo riformista dell'istruzione dell'imperatore Song Huizong) spendeva poco per mantenere le scuole prefetturali e di contea; invece la maggior parte dei fondi per le scuole proveniva da finanziamenti privati. Il ruolo limitato dei funzionari di governo era una allontanamento dai primi Tang, quando il governo operava un controllo più stretto sugli affari locali e commerciali; coi Song il governo si ritirava considerevolmente dalla regolazione del commercio e faceva affidamento sulla massa di funzionari locali per svolgere i doverni necessari all'interno delle loro comunità.
La piccola nobiltà si distingueva nella società tramite i loro passatempi intellettuali e di antiquariato, mentre le residenze dei grandi proprietari terrieri attraevano cortigiani, tra cui artigiani, artisti, pretori e intrattenitori. Nonostante il disprezzo verso il commercio, la classe dei mercanti e la loro intraprendenza, questi giocarono un ruolo preminente nella cultura e società Song. Un funzionario-letterato sarebbe stigmatizzato dai suoi pari se perseguisse mezzi di speculazione al di fuori del proprio salario da ufficiale; nondimeno, ciò non fermò molti funzionari-letterati dalla gestione di rapporti commerciali per via di agenti intermediari.

### Diritto, giustizia e scienza forense

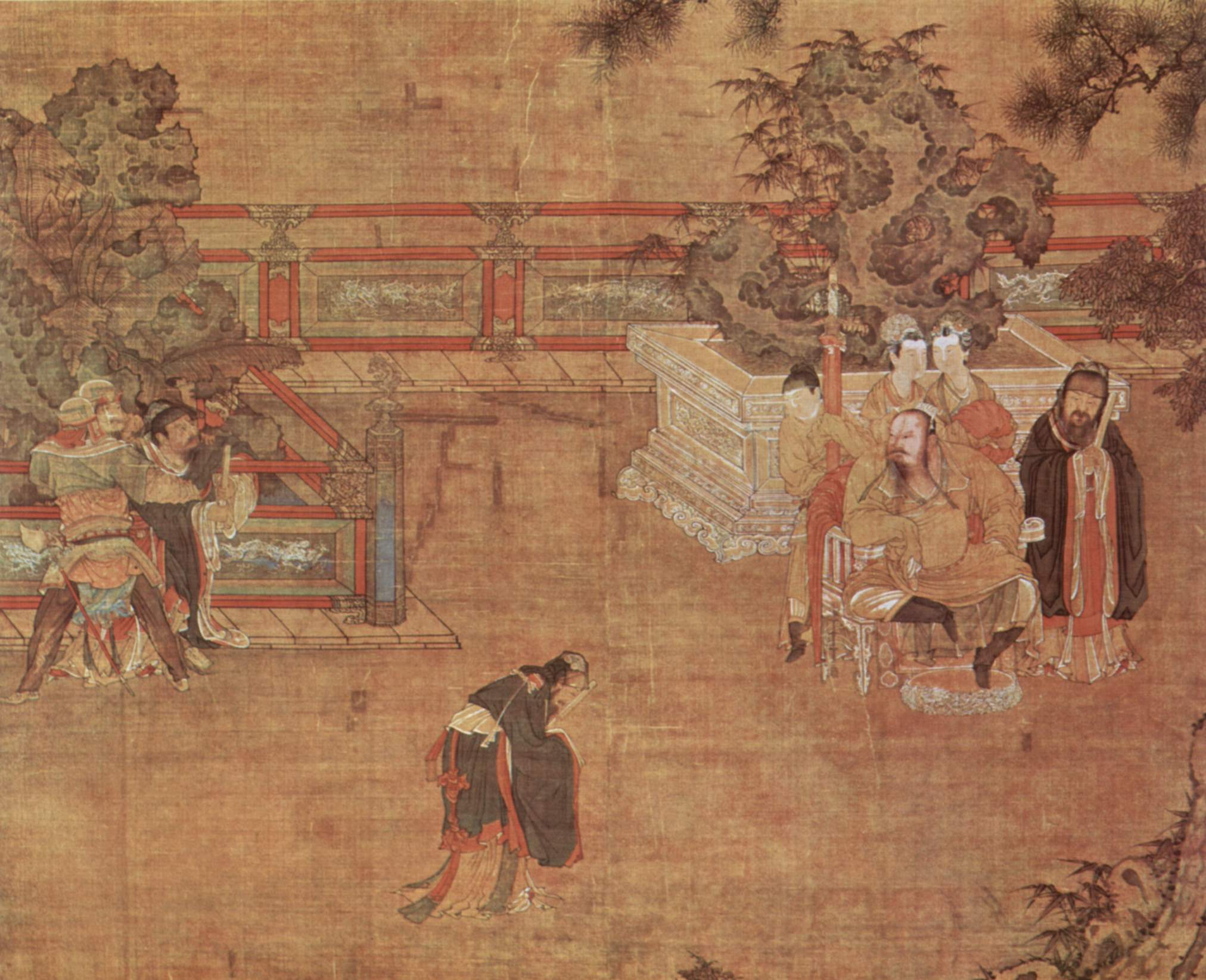
Dipinto del XII secolo

Il sistema giudiziario utilizzato dai Song mantenne la maggior parte del codice legale adottato dalla precedente dinastia Tang e fu la base del diritto tradizionale cinese fino all'epoca moderna. Gli sceriffi erano deputati a mantenere la legge e l'ordine nelle giurisdizioni municipali e, occasionalmente, si avventuravano nelle campagne. I magistrati ufficiali che sopraintendevano ai casi giudiziari, non solo si occupavano di applicare il diritto scritto ma promuovevano anche la morale nella società. Ai giudici spettava il compito di determinare il colpevole di un atto criminale e di infliggere la pena, spesso nella forma di fustigazione. Un individuo che veniva condotto in tribunale come accusato di un illecito penale o civile non era considerato totalmente innocente fin quando ciò non fosse stato dimostrato, mentre anche gli accusatori erano visti come sospettabili da parte del giudice. Per via delle gravose spese giudiziarie e dell'incarcerazione immediata prevista per coloro che erano accusati di illeciti penali, il popolo Song preferiva risolvere le controversie e le liti in privato, senza l'intervento di un giudice.
Shen Kuo nel suo Mèng Xī Bǐ Tán si scontrò con le credenze tradizionali cinesi in materia di anatomia. Si suppone che questo attrito possa aver stimolato l'interesse per le autopsie  nella Cina del XII secolo. Il medico e il giudice Song Ci (1186-1249) scrisse un lavoro pionieristico della scienza forense, il libro L'eradicazione dei mali - Casi di ingiustizia rettificata, per l'esame dei cadaveri al fine di determinare la causa della morte per (strangolamento, avvelenamento, annegamento, trauma, ecc., e per dimostrare se il decesso fosse dovuto a omicidio, suicidio o morte accidentale. Song Ci sottolineò l'importanza del corretto svolgimento delle procedure medico legali durante le autopsie e la registrazione accurata dei risultati tramite impiegati ufficiali.

### Esercito e arte della guerra

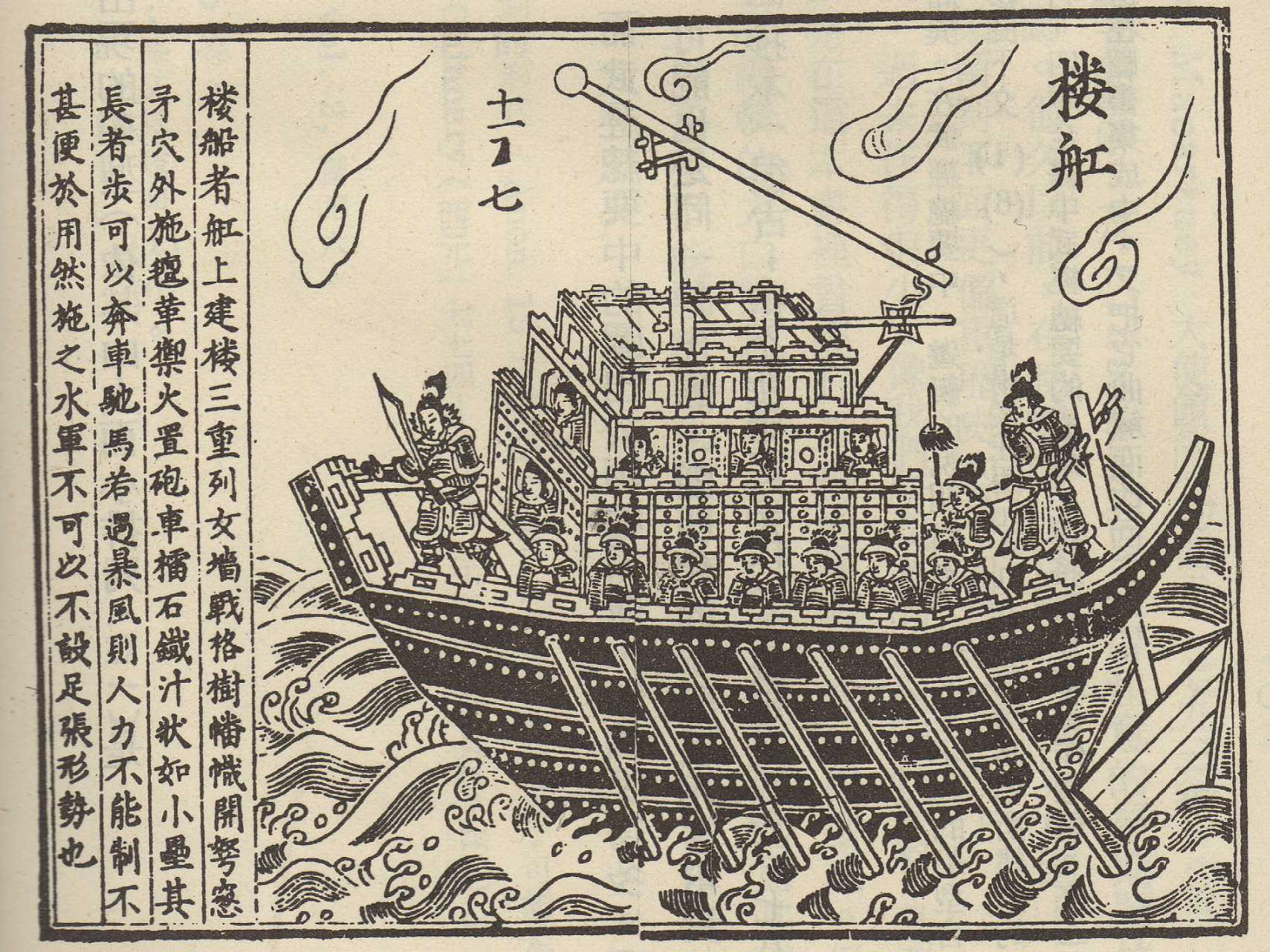
Trabucco su una nave dei primi Song dall'Wujing Zongyao. I trabucchi come questo venivano usati per lanciare i primi tipi di bombe

L'esercito era principalmente organizzato in modo da escludere che costituisse una minaccia per il potere imperiale, spesso a scapito della sua efficacia in guerra. Il Consiglio Militare dei Song settentrionali era gestito da un cancelliere che, tuttavia, non aveva il controllo sull'esercito imperiale. L'esercito imperiale era diviso fra tre comandanti, ciascuno dei quali rispondeva indipendentemente al solo Imperatore. Dal momento che le campagne militari erano raramente condotte personalmente dall'Imperatore, le forze dei Song mancavano dell'unità di comando. Si ritiene che la corte imperiale abbia spesso sollevato, o addirittura giustiziato i generali di successo che potevano mettere in pericolo l'autorità reale (specie nei casi di Li Gang, Yue Fei e Han Shizhong).
Sebbene i funzionari considerassero il personale militare come membri inferiori nella gerarchia sociale, un comandante di alto rango poteva ottenere lo status e il prestigio nella società grazie alla vittoria nelle battaglie. Al suo apice, l'esercito Song contava un milione di soldati, suddivisi in plotoni di 50 militari, compagnie costituite da due plotoni e un battaglione di 500 soldati. I balestrieri erano separati dalla fanteria regolare e considerati come una unità propria, in quanto combattenti molto apprezzati in grado di fornire un efficace sbarramento di dardi contro le cariche di cavalleria nemiche. Il governo si impegnò nel realizzare nuovi modelli di balestra che potevano operare con una più lunga gittata. La cavalleria, dal canto suo, impiegava un gran numero di armi diverse, tra cui alabarde, spade, archi, lance e "lance da fuoco" che grazie all'esplosione della polvere da sparo creavano fiamme e schegge.

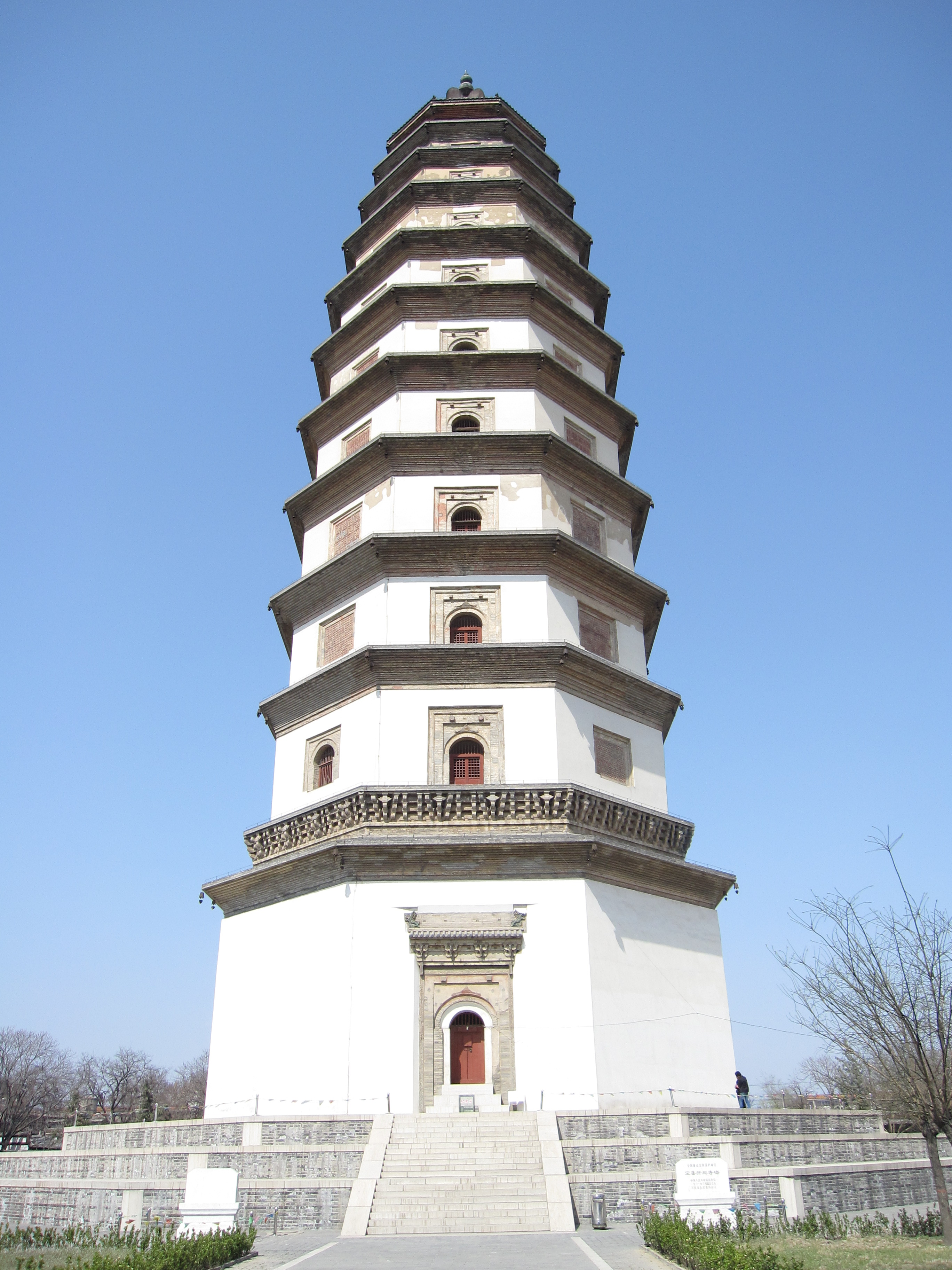
La Pagoda Liaodi del tempio di Kaiyuan a Dingzhou, la pagoda più alta della Cina (84 m) costruita nel 1055 come edificio religioso buddhista, servì anche come torre di guardia per la ricognizione.

La strategia e l'addestramento militare furono trattati in maniera scientifica e furono, con il tempo, studiati e perfezionati; i soldati venivano selezionati secondo la loro capacità di usare le armi e le loro attitudini atletiche. Le truppe furono addestrate a seguire dei segnali standard, avanzando allo sventolio delle bandiere e a fermarsi al suono di campane e tamburi.

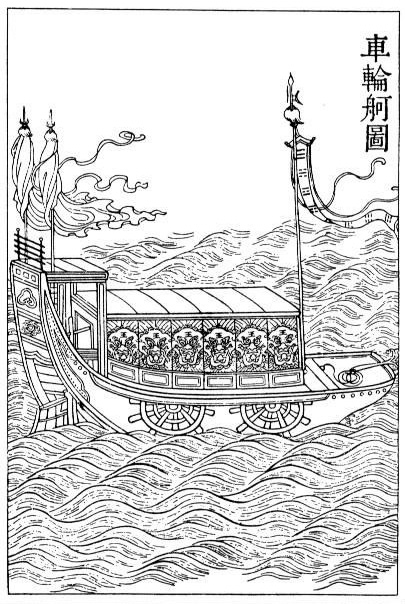
Una nave cinese con ruota a pale illustrata in un'enciclopedia della dinastia Qing pubblicata nel 1726

Nel X secolo la marina fu di grande importanza per il consolidamento dell'impero; durante la guerra contro lo Stato dei Tang meridionali, la marina Song fu impiegata per difendere i grandi ponti di barche galleggianti sul fiume Azzurro, al fine di garantire i movimenti di truppe e rifornimenti. I Song disponevano di grandi navi da guerra che poterono trasportare fino a Template:Formantum:1000 soldati, mentre le veloci navi con le pale a ruote erano viste come imbarcazioni da combattimento essenziali in ogni battaglia navale di successo.
In una battaglia del 23 gennaio 971, il massiccio lancio di frecce da parte dei balestrieri Song decimò il corpo di elefanti da guerra dell'esercito degli Han meridionali. Questa sconfitta, non solo segnò la sottomissione degli Han alla dinastia Song, ma anche l'ultima volta in cui un corpo di elefanti da guerra sia stato impiegato come una divisione regolare all'interno di un esercito cinese.
Durante il periodo Song furono scritti un totale di 347 trattati militari, come indicato dal testo storico Song Shi del 1345. Tuttavia, solo pochi di questi sono sopravvissuti, tra cui il Wujing Zongyao scritto nel 1044. Esso fu il primo libro noto per aver elencato le formule per la polvere da sparo, utilizzate in diversi tipi di bombe da fuoco. Sono riportate anche una descrizione dettagliata con illustrazioni di un lanciafiamme con pompa a doppio pistone, così come le istruzioni per la manutenzione e riparazione dei componenti e delle attrezzature utilizzate per questa arma.

### Arte, letteratura e filosofia

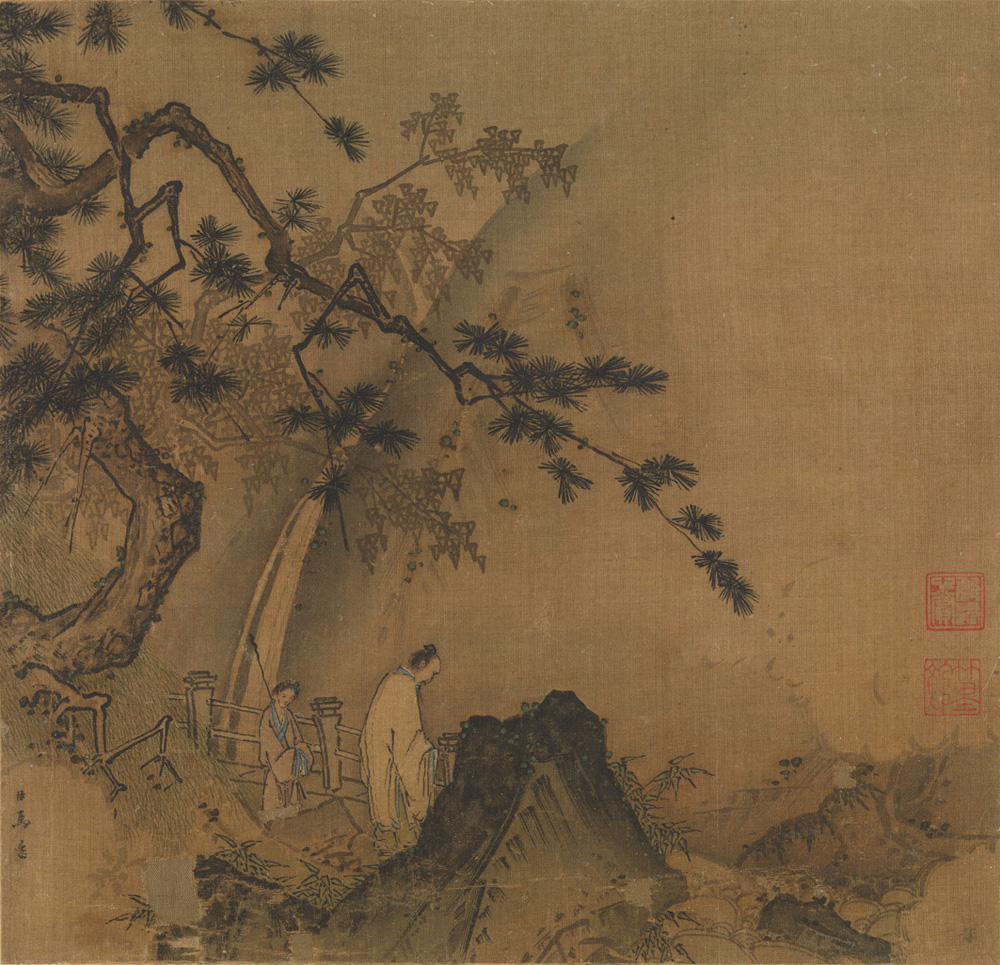
Ma Yuan, Davanti alla cascata (高士觀瀑圖)

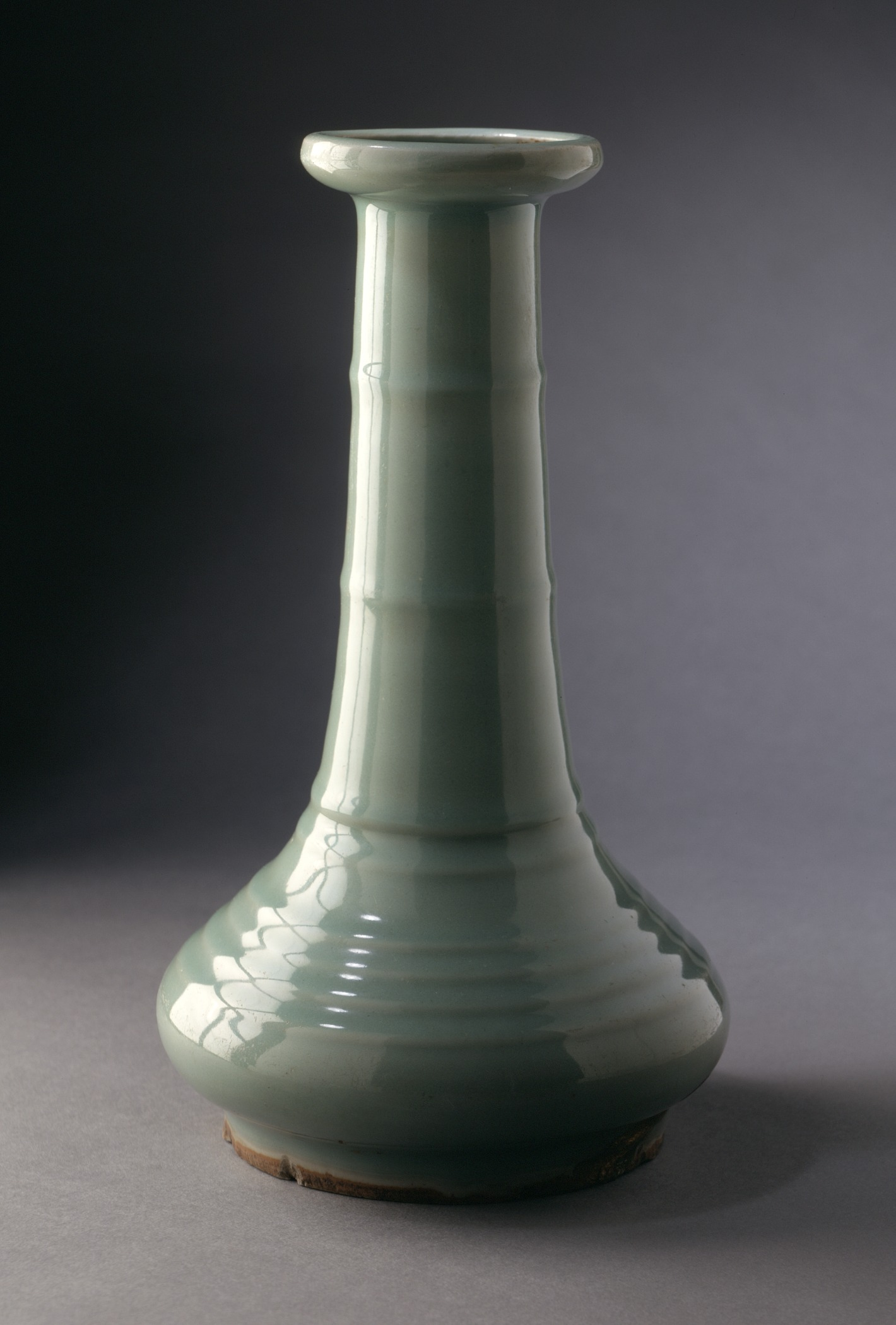
Píng (瓶 "bottiglia"), celadon di Longquan, Song Meridionali, Grès porcellanato con decorazioni e smalto verde, 29.21 x 16.51 cm, Los Angeles County Museum of Art

Durante la dinastia Song le arti visive sono andate incontro a nuovi sviluppi, con i progressi nella paesaggistica e nella ritrattistica. Le élite consideravano la pittura, la poesia e la calligrafia come colti passatempi adatti agli studiosi.  Il poeta e statista Su Shi e il suo collega Mi Fu (1051-1107) acquistavano o prendevano in prestito opere d'arte per studiarle e copiarle. La poesia e la letteratura beneficiarono della loro crescente popolarità; questo fu il periodo in cui venne sviluppato lo stile poetico Ci. Ampie enciclopedie furono scritte, quali opere di storiografia e decine di trattati di materie tecniche. Tra queste spicca lo Zizhi Tongjian, un testo di storia universale composto da 1 000 volumi con 9,4 milioni di caratteri cinesi. Un ulteriore genere che ebbe crescente popolarità fu la narrativa di viaggio, grazie anche agli scritti del geografo Fan Chengda (1126-1193) e Su Shi. Sebbene fosse dal I secolo che esisteva in Cina una prima forma di dizionario geografico locale, la nuova forma fu conosciuta come "trattato di un luogo", o fāngzhì (方志) che sostituì la vecchia "guida a mappa", o tujing.
Nella corte imperiale fiorirono pittori, calligrafi, poeti e narratori. Lo stesso imperatore Huizong fu un rinomato artista e un mecenate delle arti. Un primo esempio di un pittore di corte molto famoso fu Zhang Zeduan (1085-1145) che dipinse un enorme raffigurazione panoramica: La festa Qingming lungo il fiume. Song Gaozong promosse un ampio progetto artistico durante il suo regno, noto come "Le diciotto canzoni di un flauto nomade", dalla storia della vita di Cai Wenji (n. 177). Questo progetto artistico fu anche un gesto diplomatico verso la dinastia Jin per negoziare la liberazione della propria madre, detenuta nel nord. Inoltre si perfezionò ulteriormente la tecnica dello smalto nei celadon e nelle porcellane.
Nella campo della filosofia, il Buddhismo cinese perse di influenza, ma conservò la sua presenza nelle arti e nei monasteri. Il Buddhismo ebbe, tuttavia, una profonda influenza sul nuovo movimento del neoconfucianesimo, guidato da Cheng Yi (1033-1107) e Zhu Xi (1130-1200).
Il Buddhismo Mahāyāna influenzò Fan Zhongyan e Wang Anshi attraverso il suo concetto di universalismo etico, mentre la metafisica buddhista ebbe un profondo impatto sulla dottrina pre-neoconfuciana di Cheng Yi. L'opera filosofica di Cheng Yi, a sua volta influenzò Zhu Xi. Anche se i suoi scritti non furono accettati dai suoi contemporanei, il commento di Zhu e l'enfasi sui classici confuciani dei Quattro Libri come un corpus introduttivo all'apprendimento costituì la base della dottrina neoconfuciana. Entro l'anno 1241, sotto il patrocinio dell'imperatore Lizong, i Quattro Libri di Zhu Xi e il loro commento diventarono requisiti per coloro che si apprestavano a sottoporsi agli esami imperiali. Inoltre, anche i paesi dell'Asia orientale, come Giappone e Corea, adottarono gli insegnamenti di Zhu Xi, noti come Shushigaku (朱子學, Scuola di Zhu Xi) e Jujahak (주자학). Tuttavia, tale ideologia fu molto criticata e persino disprezzata da alcuni. Lo statista e storico Ouyang Xiu (1007-1072) definì la religione una "maledizione" che poteva essere risolta solo con il suo sradicamento dalla cultura cinese e la sua sostituzione con il discorso confuciano. Una vera e propria rinascita del buddhismo nella società cinese non si sarebbe verificata fino all'avvento del dominio mongolo con la dinastia Yuan, grazie a Kublai Khan (che promosse il Buddhismo tibetano) e al lama Drogön Chögyal Phagpa. Anche la setta cristiana dei nestoriani, che aveva fatto ingresso in Cina in epoca Tang, riuscì a tornare in vita sotto l'egemonia mongola.

### Cucina e abbigliamento

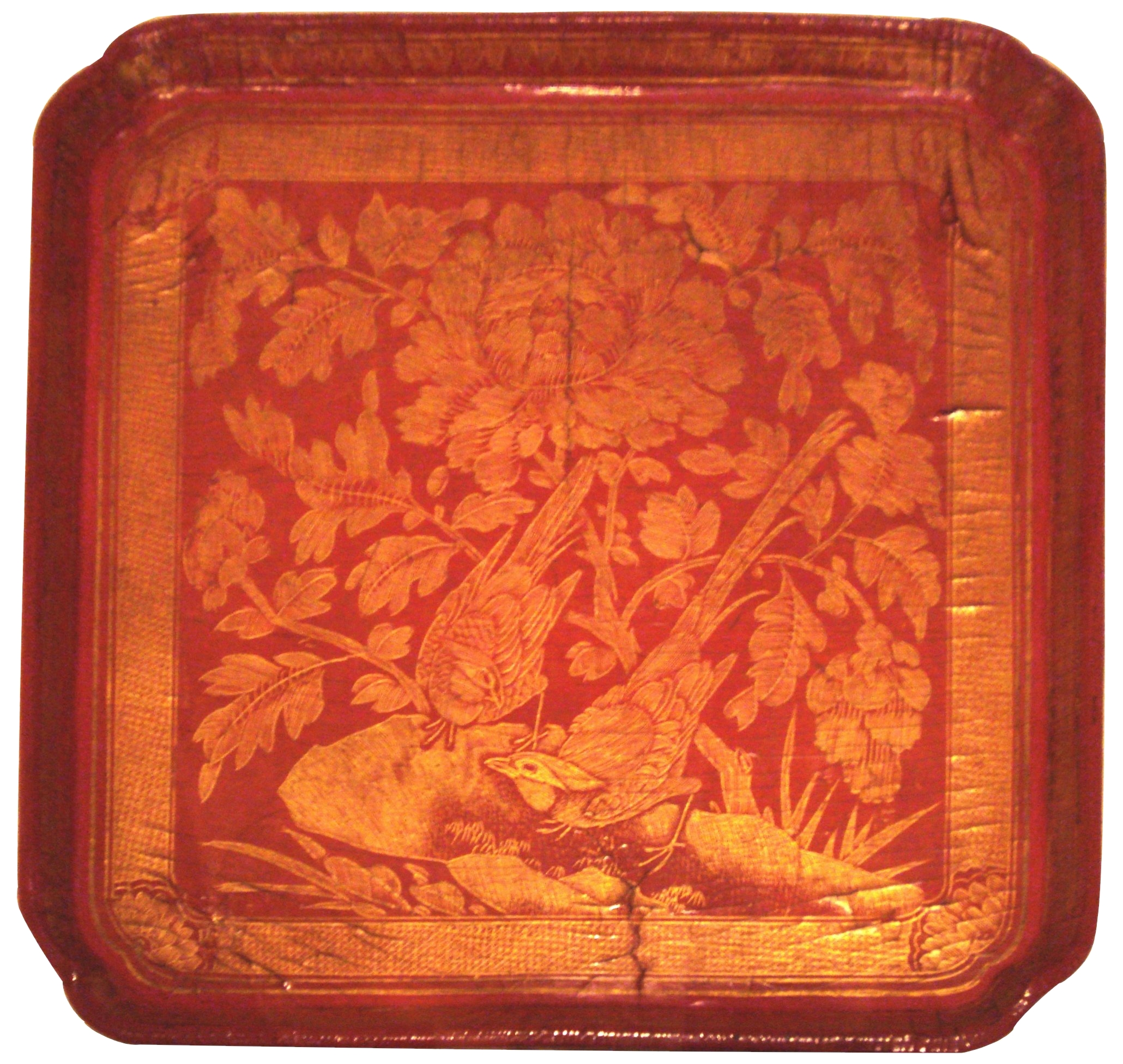
Un vassoio per il cibo realizzato con lacca rossa e ornato da disegni, datato tra il XII e il XIII secolo

Il tipo di cibo che doveva essere consumato e gli ambiti da indossare erano stabiliti da delle leggi secondo lo stato e la classe sociale. Per le classi inferiori gli alimenti tipici erano il riso, la carne di maiale e il pesce salato. L'abbigliamento era composto da indumenti realizzati in canapa o cotone, con un colore standard bianco o nero. I pantaloni erano l'abbigliamento dei contadini, dei soldati, degli artigiani e dei commercianti, mentre i ricchi mercanti potevano scegliere di indossare abiti più ricamati e camicie maschili che scendevano sotto la vita. Inizialmente l'abbigliamento dei funzionari era rigidamente definito dal sistema di classificazione sociale. Tuttavia, col passare del tempo questa regola venne sempre meno seguita e ogni ufficiale poteva esibire il suo status indossando vesti di seta in diversi colori tradizionali, che pendevano a terra intorno ai piedi, o tramite specifici tipi di acconciature ed anche particolari tipi di cinture.
Le donne indossavano abiti lunghi, camicie che scendevano al ginocchio, gonne e giacche con maniche lunghe o corte, mentre quelle che provenivano da famiglie benestanti potevano portare sciarpe viola sulle loro spalle. La differenza principale dell'abbigliamento femminile da quello degli uomini è che era fissato a sinistra e non a destra.
Sono stati ritrovati menu di taverne dell'epoca della dinastia Song elencanti antipasti per banchetti, feste e carnevali. Essi rivelano la dieta varia e ricca riservata agli appartenenti alle classi superiori. Essi potevano scegliere tra un vasto assortimento di carni e pesce, tra cui gamberi, oche, anatre, cozze, molluschi, daini, lepri, pernici, fagiani, francolini, quaglie, volpi, tassi, vongole, granchi e molto altro. I latticini erano inconsueti nella cucina cinese di quel periodo, ed anche il manzo era raramente consumato, poiché il bue era un animale costoso. La carne di cane era assente dalla dieta dei ricchi, ma i poveri talora la mangiavano per necessità. La gente inoltre consumava datteri, uvetta, giuggiole, pere, susine, albicocche, succo di pera, succo di lychee, frutta, miele e bevande allo zenzero, succo di papaya, spezie, zenzero, salsa di soia, olio, olio di sesamo, sale e aceto.

## Economia

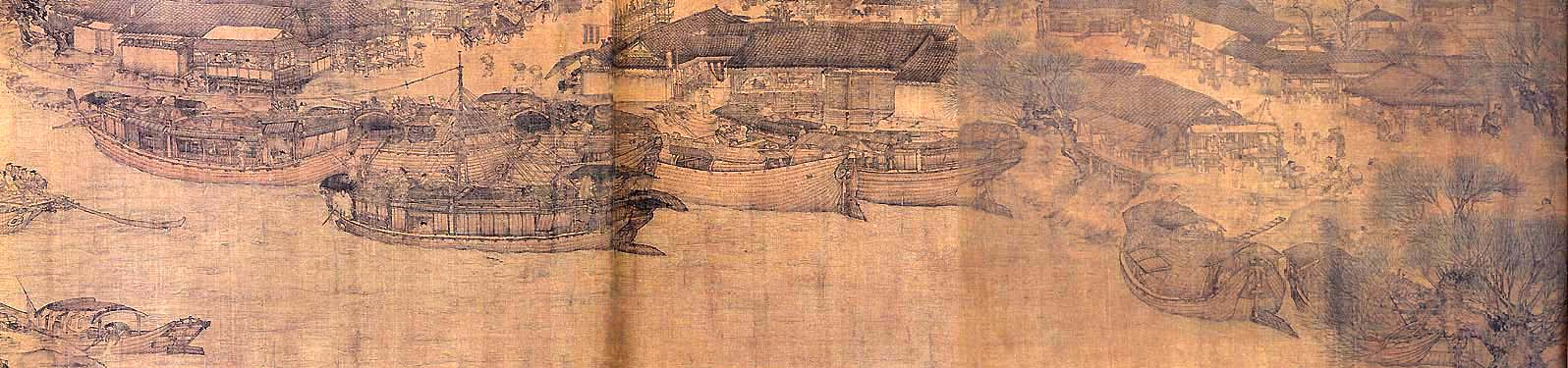
Navi Song disegnate da Zhang Zeduan, da La festa Qingming lungo il fiume.

La dinastia Song vantava una delle economie più prosperose e avanzate del mondo medievale. I cinesi Song investivano i loro fondi in società per azioni e in molte imbarcazioni a vela, nell'epoca in cui il commercio viveva un momento estremamente prospero, sia verso l'estero che all'interno attraverso gli scambi lungo il Gran Canale e il fiume Yangzi. Le famiglie di mercanti e le imprese private furono incoraggiate ad occupare le industrie che non erano già monopoli gestiti dallo stato. Sia il privato che le industrie controllate dal governo soddisfacevano le esigenze di una popolazione cinese in crescita demografica. Artigiani e commercianti formavano delle corporazioni che stabilivano i salari dei lavoratori, le imposte e i prezzi dei beni.
L'industria del ferro era praticata sia da imprenditori privati, sia da grandi impianti gestiti direttamente dallo stato. L'economia Song fu abbastanza stabile da produrre oltre un centinaio di milioni di chilogrammi di ferro in un anno. Una vasta deforestazione della Cina sarebbe continuata se non vi fosse stata l'innovazione dell'uso del carbone al posto della legna negli altiforni per la produzione della ghisa. I metalli venivano per lo più impiegati per uso militare, ma in parte andavano a soddisfare le esigenze del crescente mercato interno. Il commercio del ferro in Cina fu favorito dalla costruzione di nuovi canali, facilitando il flusso dei prodotti dai centri di produzione al grande mercato della capitale.

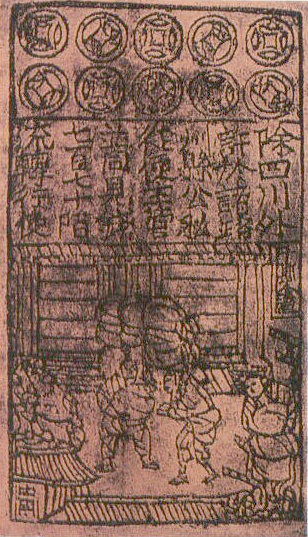
Una banconata Jiaozi

La produzione annuale di moneta di rame, nel 1085, ha raggiunto i circa sei miliardi di monete. Il progresso più notevole nell'economia Song è stata l'introduzione, per la prima volta al mondo, di carta moneta stampata, nota come Jiaozi. Per la stampa, la corte dei Song istituì diverse fabbriche a conduzione governativa nelle città di Huizhou, Chengdu, Hangzhou e Anqi. La forza lavoro impiegata in questi stabilimenti era molto grande, si ritiene che nel 1175 la fabbrica a Hangzhou impiegasse più di mille operai al giorno.
Il potere economico della Cina dei Song influenzò profondamente le economie straniere. Il geografo marocchino al-Idrisi scrisse nel 1154 a proposito delle navi mercantili cinesi nell'Oceano Indiano e dei loro viaggi annuali in cui portavano ferro, spade, seta, velluto, porcellana e vari tessuti in luoghi come Aden (nello Yemen), sul fiume Indo e nell'odierno Iraq. Gli stranieri, a loro volta, ebbero un impatto sull'economia cinese. Per esempio, molti commercianti musulmani dell'est asiatico e dell'Asia centrale si recarono in Cina per commercio, diventando una forza preminente nel settore delle importazioni ed esportazioni, mentre alcuni di loro furono anche nominati come supervisori degli affari economici.
Il commercio marittimo con il sud-est del Pacifico, con l'India, con l'Islam e con l'Africa orientale, portò ai commercianti grande fortuna e stimolò una enorme crescita enorme nel settore della costruzione navale nella provincia del Fujian.

## Scienza, tecnologia e ingegneria

### Polvere da sparo

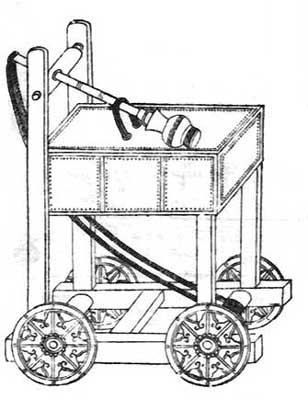
Una illustrazione di un trabucco da Wujing Zongyao un manoscritto del 1044. I trabucchi come questi venivano utilizzati per lanciare i primi tipi di bombe esplosive.

I progressi nella tecnologia delle armi fu impreziosita dalla scoperta della polvere da sparo. L'evoluzione dei primi lanciafiamme, delle granate esplosive, delle armi da fuoco, dei cannoni e delle mine interrate, ha permesso ai Song di tenere lontani i nemici fino al loro crollo finale avvenuto nel XIII secolo. Il manoscritto Wujing Zongyao del 1044 è stato il primo libro della storia che ha descritto le formule per preparare la polvere da sparo e il loro uso specifico nelle diverse armi. Mentre era impegnato in una guerra contro i Mongoli, nel 1259, il funzionario Li Zengbo scrisse nel suo Kezhai Zagao, che la città di Qingzhou era in grado di produrre da mille a duemila bombe in involucri di ferro al mese, facendone arrivare a Xiangyang e Yingzhou circa 10-Template:Formantum:20000 di tali ordigni alla volta. A sua volta, i mongoli invasori impiegarono soldati cinesi settentrionali e utilizzarono questi stessi tipi di armi con polvere da sparo contro i Song. Dal XIV secolo, le armi da fuoco e i cannoni furono adottati anche in Europa, India e Medio Oriente Islamico.

### Misurazione delle distanze e navigazione meccanica
Già durante la dinastia Han, quando lo Stato necessitava di poter disporre di metodi per misurare efficacemente le distanze di tutto l'impero, i cinesi realizzarono l'odometro meccanico. L'odometro cinese era realizzato sotto forma di una carrozza con ruote a cui erano collegate degli ingranaggi interni che segnavano le specifiche unità di misura della lunghezza in uso a quel tempo, il Lǐ, per mezzo del suono di un tamburo o di una campana. Le specifiche per l'odometro del XII secolo sono state riportate da Lu Daolong, che lo descrisse ampiamente nel testo storico "Song Shi (scritto nel 1345).
Durante il periodo della dinastia Song, il veicolo odometro era stato abbinato ad un altro antico e complesso dispositivo meccanico, noto come il "carro che punta a sud". Questo dispositivo, originariamente realizzato da Ma Jun nel III secolo, era costituito da un differenziale che permetteva ad una figura montata su di esso di puntare sempre in direzione sud, indipendentemente da dove le ruote del veicolo girassero. Il concetto di differenziale di questo veicolo, utilizzato in questo caso per la navigazione, si trova ora applicato nelle automobili moderne, al fine di applicare la stessa quantità di momento meccanico alle ruote rotanti a velocità diverse.

### Eclettismo, invenzioni e astronomia

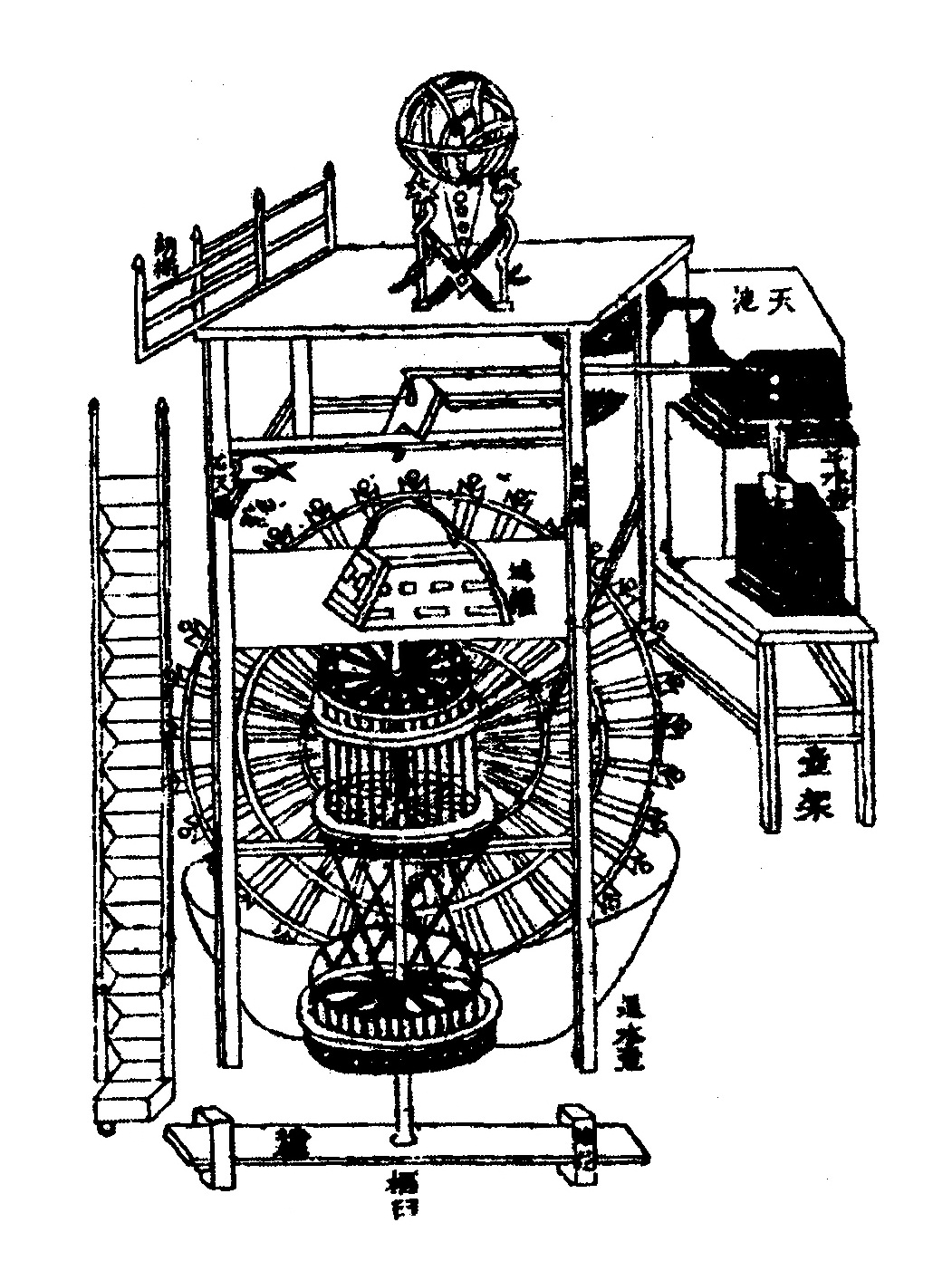
Diagramma dell'interno dell'orologio astronomico di Kaifeng descritto dal libro di Su Song, scritto nel 1092 e pubblicato in forma stampata nell'anno 1094.

Personalità eclettiche, come gli statisti Shen Kuo e Su Song (1020-1101) incarnarono i progressi in tutti i campi di studio, tra cui la biologia, la botanica, la zoologia, la geologia, la mineralogia, la meccanica, l'orologeria, l'astronomia, la medicina, la farmaceutica, l'archeologia, la matematica, la cartografia, l'ottica, la critica artistica e altro ancora.
Shen Kuo fu il primo ad accorgersi della declinazione magnetica del polo nord, mentre sperimentava la bussola. Shen teorizzò che i climi geografici si modificavano gradualmente nel tempo. Formulò, inoltre, una teoria sulla formazione della terra attraverso concetti accettati anche dalla geomorfologia moderna. Eseguì esperimenti ottici con la camera oscura solo pochi decenni dopo che Ibn al-Haytham fosse stato il primo a farlo. Egli migliorò anche gli strumenti astronomici, come il tubo di puntamento astronomico allargato, che permise a Shen Kuo di fissare la posizione della stella polare (che si era spostata nel corso dei secoli). Shen Kuo fu noto anche per gli orologi idraulici. Inventò una nuova clessidra ad acqua più efficiente con una interpolazione di ordine superiore nella misura del tempo rispetto a quella lineare per la calibrazione.
Su Song è conosciuto per il suo trattato sull'orologeria scritto nel 1092, dove descrisse e illustrò con dovizia di particolari il suo orologio astronomico alimentato ad acqua e alto 12 metri, costruito a Kaifeng. La torre dell'orologio fu caratterizzata sia dai grandi strumenti astronomici come la sfera armillare e il globo celeste, sia era guidato da un meccanismo di scappamento precoce a intermittenza di lavoro (circa due secoli prima che lo scappamento a verga appaia negli orologi medioevali). Inoltre, la torre dell'orologio di Song Su presentava il primo esemplare di trasmissione infinita di potenza a catena, un dispositivo meccanico essenziale che troverà molti usi pratici nel corso dei secoli, come nella bicicletta. La torre di Su era composta da una ruota dentata rotante con 133 manichini che ruotando facevano suonare delle campane e battere dei tamburi ad un tempo preciso. Nel suo libro stampato, Su Song, pubblicò un atlante composto da cinque Carta celeste. Questi grafici appaiono simili alla proiezione cilindrica centrografica, quest'ultima una innovazione cartografica di Gerardus Mercator del 1569.

### Matematica e cartografia

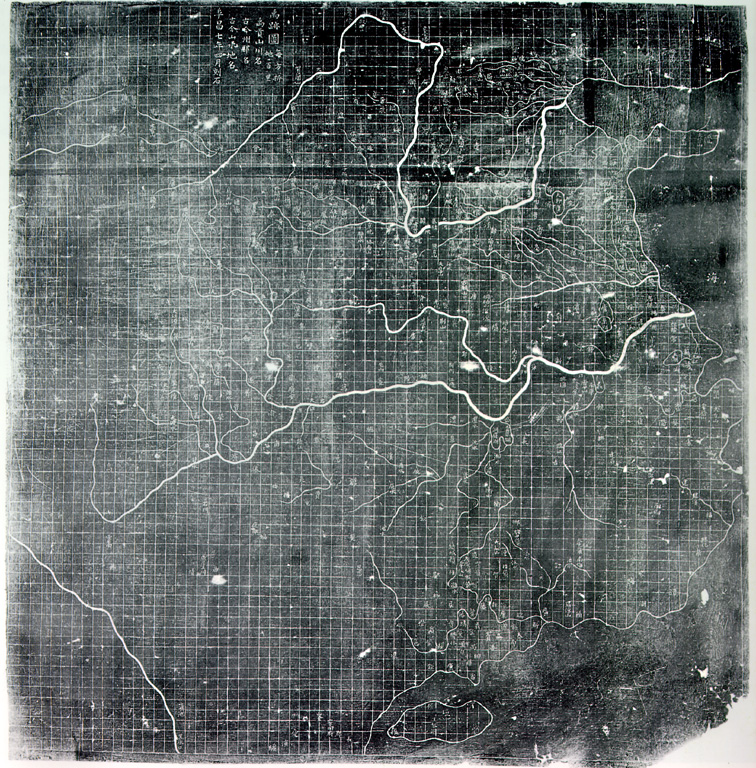
Mappa della Cina scolpita sulla roccia.

Vi sono stati notevoli progressi nella matematica durante l'epoca Song. Il libro pubblicato nel 1261 dal matematico Yang Hui (c. 1238-1298) ha riportato la prima illustrazione cinese del triangolo di Pascal, anche se fu scritto in precedenza intorno al 1100 da Jia Xian. Yang Hui descrisse inoltre dei calcoli combinatori per la realizzazione dei quadrati magici e la prova teorica sulla quarantatreesima proposizione di Euclide sui parallelogrammi e fu il primo ad utilizzare coefficienti negativi di "x" nelle equazioni di secondo grado. Contemporanea di Yanh, Qin Jiushao (c. 1202-1261) è stato il primo ad introdurre il simbolo di zero nella matematica cinese, prima di ciò venivano utilizzati degli spazi vuoti al posto degli zeri nel sistema di conteggio ad aste. Egli è anche noto per aver studiato il teorema cinese del resto, la formula di Erone e i dati astronomici utilizzati nella determinazione del solstizio d'inverno. L'opera maggiore di Qin fu il trattato matematico in nove sezioni pubblicate nel 1247.
La geometria era essenziale per il rilevamento e per la cartografia. Le prime mappe cinesi esistenti risalgono al IV secolo a.C., ma fino a Pei Xiu (224-271) erano prive dell'elevazione topografica, di un sistema a griglia rettangolare formale e dell'uso di una scala graduata standard delle distanze. A seguito di una lunga tradizione, Shen Kuo realizzò una mappa in rilievo, mentre le altre mappe del 1137 presentavano una scala graduata di 1:Template:Formantum:900000. In un blocco di pietra di 0,91 metri quadrati erano scolpite con precisione i contorni costieri e i fiumi della Cina che si estendevano fino all'India. Inoltre, carta geografica più antica del mondo conosciuta in formato cartaceo era contenuta nell'enciclopedia curata da Yang Jia nel 1155. Essa mostrava la Cina occidentale senza il sistema di griglia formale che era caratteristica delle mappe cinesi realizzati in modo più professionale.

### Stampa a caratteri mobili

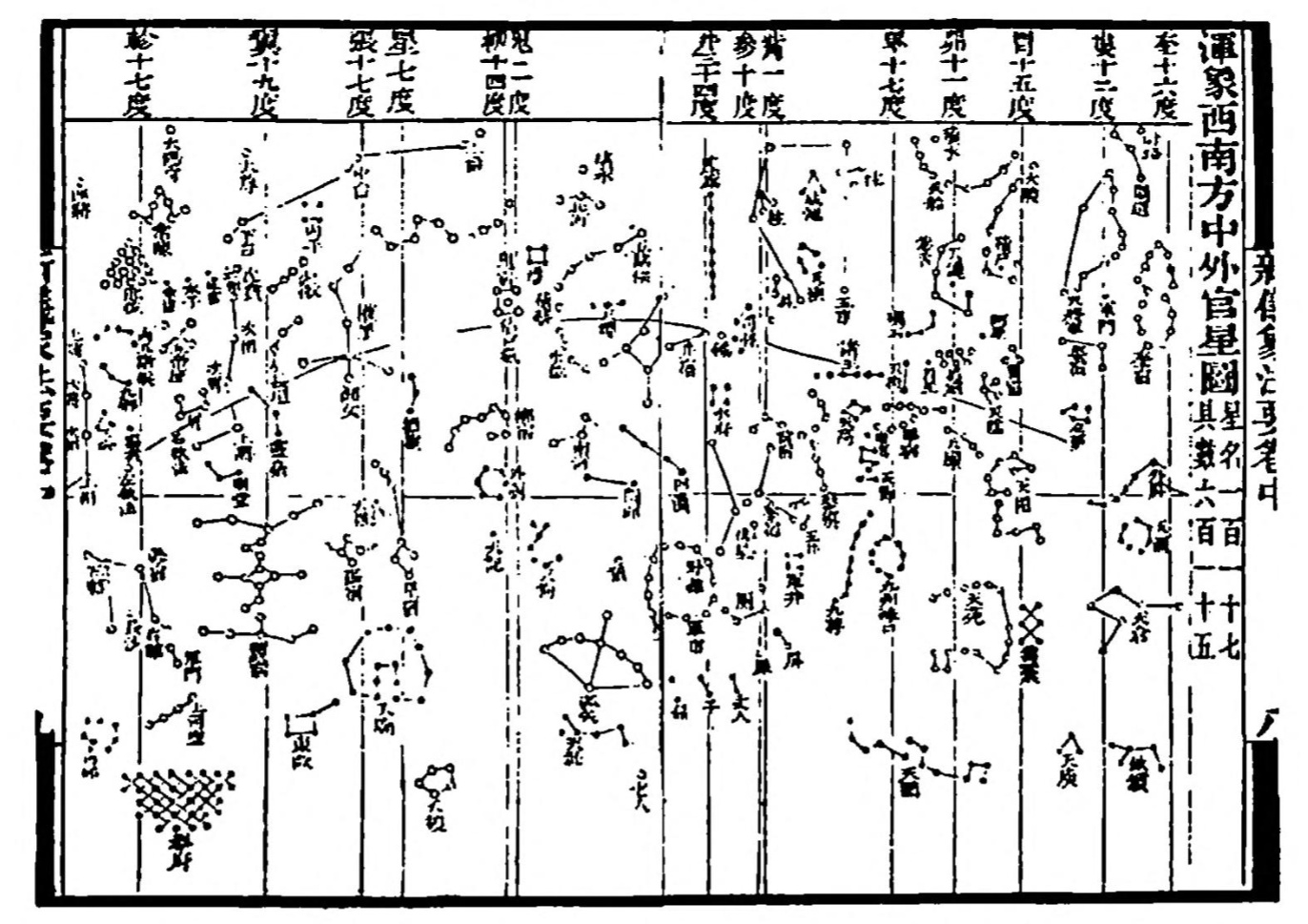
Una della carte celesti di Su Song contenute in Xin Yi Xiang Fa Yao e pubblicate nel 1092. È realizzata grazie ad una proiezione simile alla proiezione cilindrica centrografica modificata di Mercatore. Su di essa viene raffigurata la corretta posizione della stella polare grazie alle osservazioni astronomiche di Shen Kuo. Gli atlanti celesti di Su Song sono i più antichi in forma stampata.

L'innovazione della stampa a caratteri mobili fu realizzata dall'artigiano Bi Sheng (990-1051) e fu descritta per la prima volta dallo scienziato e statista Shen Kuo nel suo libro Mèng Xī Bǐ Tán del 1088. La collezione di caratteri tipografici realizzati in argilla di Bi Sheng fu tramandata e conservata con cura ad uno dei nipoti di Shen Kuo. La stampa a caratteri mobili migliorò l'utilizzo già diffuso delle xilografie per stampare migliaia di documenti e volumi letterari, destinati ad una popolazione sempre più alfabetizzata. L'avanzamento della stampa ha avuto un profondo impatto sulla formazione degli studiosi, in quanto i libri stampati garantivano una maggiore disponibilità e un maggior velocità di diffusione rispetto alle laboriose copie manoscritte. Ciò, durante la dinastia Song, contribuì alla crescita della mobilità sociale e l'espansione dell'élite colta, che crebbe notevolmente in dimensione tra l'XI e il XIII secolo.
I caratteri mobili inventati da Bi Sheng furono, infine superati, dalla stampa a xilografia a causa delle limitazioni apportate dal grande numero di caratteri cinesi. Tuttavia la stampa a caratteri mobili continuò ad essere utilizzata e migliorata in periodi successivi. Uno studioso vissuto durante la dinastia Yuan, Wang Zhen (1290-1333) implementò un processo di composizione veloce dei caratteri mobili di Bi Sheng e ne sperimentò uno che utilizzava lo stagno come supporto per i caratteri. Il tipografo Hua Sui (1439-1513), durante la dinastia Ming, realizzò il primo metodo di stampa a caratteri mobili cinesi in metallo (utilizzando il bronzo) nel 1490. Nel 1638 la Gazzetta di Pechino utilizzò come processo di stampa i caratteri mobili al posto della xilografia. Tuttavia fu durante la dinastia Qing che i lavori di stampa di massa iniziarono a impiegare i caratteri mobili. Ciò incluse la stampa delle sessantasei copie dei 5.020 volumi dell'enciclopedia Gujin Tushu Jicheng del 1725. Ciò richiese la lavorazione di Template:Formantum:250000 caratteri mobili in bronzo. Dal XIX secolo la stampa mediante torchio calcografico in stile europeo sostituì i vecchi metodi cinesi, mentre la stampa a xilografia tradizionale continuò ad essere impiegata, seppur raramente, per ragioni artistiche.

### Costruzioni idrauliche e nautica

Vista dall'alto e laterale di una chiusa per i canali navigabili, progetto pionieristico realizzato nel 984 dal vicecapo dei trasporto per Huainan, l'ingegnere Qiao Weiyo.

L'innovazione più importante nella nautica avvenuta nel periodo Song sembra essere stata l'introduzione della bussola magnetica che ha permesso una navigazione più precisa in mare aperto, indipendentemente dal tempo atmosferico. La bussola con l'ago calamitato, conosciuta in cinese come "ago che punta a sud", fu per la prima volta descritta da Shen Kuo nel suo Mèng Xī Bǐ Tán e il suo uso attivo da parte dei marinai è citato nel Pingzhou Ketan (萍洲可談), Chiacchierate a Pingzhou, di Zhu Yu del 1119.
Vi sono stati altri considerevoli progressi nel campo dell'ingegneria idraulica e della tecnologia nautica durante la dinastia Song. L'invenzione della chiusa per i canali navigabili del X secolo permise di sollevare e abbassare diversi livelli di acqua di alcuni segmenti di un canale, ciò aiutò considerevolmente la sicurezza nel traffico canalare e permise l'adozione di chiatte di grandi dimensioni. Tra le altre innovazioni, l'introduzione di compartimenti stagni nelle navi, per mezzo di paratie, permise di evitare che esse affondassero anche se lo scafo era parzialmente danneggiato. Se le navi venivano danneggiate, i cinesi dell'XX secolo impiegavano bacini di carenaggio per le riparazioni, mantenendole fuori dall'acqua. Le navi Song disponevano di traverse che permettevano di rafforzarne la struttura. I timoni di poppa erano montati sulle navi cinesi fin dal I secolo, come si può notare da un modello conservato presso la tomba Han. Nel periodo Song, i cinesi idearono un timone più efficiente e più basso in modo che le navi potessero viaggiare in acque di profondità minore. I Song utilizzavano delle ancore con denti sporgenti disposte su un modello circolare anziché in un'unica direzione. David Graff e Robin Higham affermano che questo sistema sia il più affidabile per l'ancoraggio delle navi.

### Ingegneria strutturale e architettura

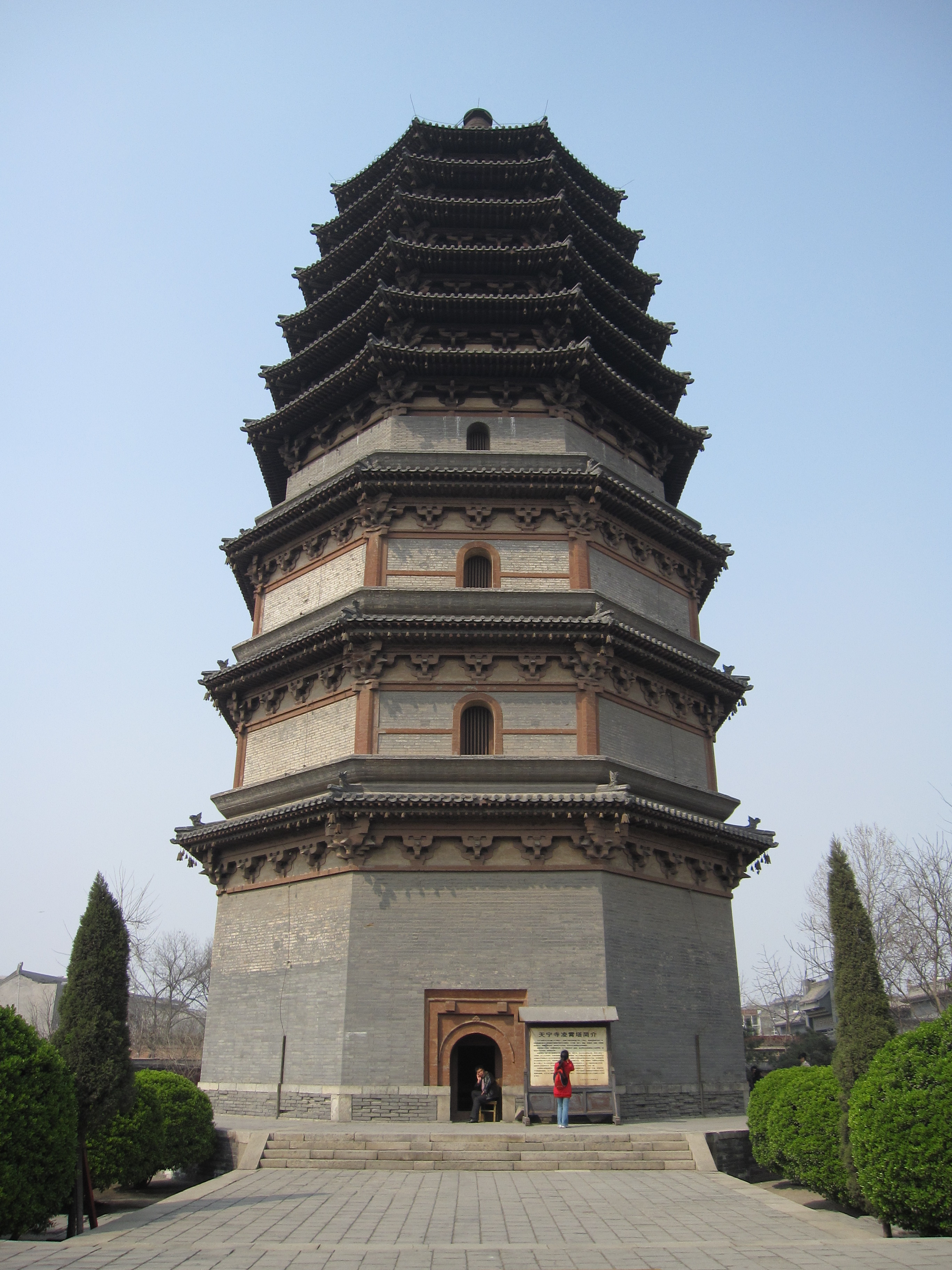
La Pagoda Lingxiao di Zhengding, Hebei, costruita nel 1045 ed alta 42 metri, realizzata in mattoni e legno.

Durante il periodo Song, l'architettura raggiunse nuove vette per quanto riguarda la raffinatezza. Autori come Yu Hao e Shen Kuo scrissero libri che delineavano gli stili architettonici, artigianali e di ingegneria strutturale dei secoli X e XI, rispettivamente. Shen Kuo utilizzò gli appunti di Yu Hao quando descrisse gli aspetti tecnici, come i rinforzi obliqui integrati nelle torri a Pagoda diagonale per contrastare il vento. Shen Kuo fece riferimento anche alle dimensioni specificate di Yu e le unità di misura per i vari tipi di edifici. L'architetto Li Jie (1065-1110), che pubblicò il Yingzao Fashi ("Trattato sui metodi architettonici") nel 1103, ampliò notevolmente le opere di Yu Hao e compilò i codici di costruzione utilizzati poi in tutto l'impero. Egli si dedicò alla formulazione dei metodi standard di costruzione, progettazione e applicazione dei fossati e delle fortificazioni in pietra, della lavorazione del legno, della tornitura e della foratura, della lavorazione del bambù, delle piastrelle, della costruzione di pareti, nonché della pittura e decorazione muraria. Inoltre. fornì le proporzioni per una mensola in muratura. Nel suo libro, Li fornì illustrazioni dettagliate degli elementi architettonici e delle sezioni degli edifici. Queste illustrazioni mettono in evidenza le varie applicazioni di mensola a staffe, di bracci a sbalzo, di cordoli e travi trasversali e diagrammi che mostrano i vari tipi di costruzione di sale di dimensioni graduate. Egli ha anche delineato le unità standard di misura e dimensione di tutti i componenti edilizi descritti ed illustrati nel suo libro.
Progetti di grandiose costruzioni sono state promosse dal governo, comprese la realizzazioni di imponenti pagode cinesi buddisti e l'edificazione di enormi ponti (legno o pietra, a travata o ad arco segmentato). Molte delle torri a pagoda costruite durante i Song furono erette ad altezze che superano i dieci piani. Alcune delle più famose sono la pagoda di ferro, costruita nel 1049 durante il periodo dei Song del Nord e la Pagoda Liuhe costruita nel 1165 durante la dinastia Song meridionale. Tuttavia ve ne erano molte altre. La più alta è la Pagoda Liaodi di Hebei, costruita nel 1055, con una altezza totale di 84 m. Alcuni dei ponti raggiunsero lunghezze di 1.220 m ed alcuni erano sufficientemente ampi da permettere il passaggio di due carri simultaneamente su un corso d'acqua o su un burrone. Il governo ha anche supervisionato la costruzione dei propri uffici amministrativi, degli appartamenti del palazzo, delle fortificazioni della città, dei templi ancestrali e dei templi buddisti.
Le professioni di architetto, artigiano, carpentiere e ingegnere strutturale non erano viste come professionalità al pari di quella dello studioso di una scuola confuciana ufficiale. La conoscenza architettonica era stata tramandata oralmente per migliaia di anni, in molti casi da padre a figlio. È noto che durante il periodo Song fossero comunque presenti scuole di ingegneria e architettura strutturale. Una di queste, di altro prestigio, era presieduta dal celebre costruttore di ponti Cai Xiang (1012-1067) nella provincia medioevale del Fujian.

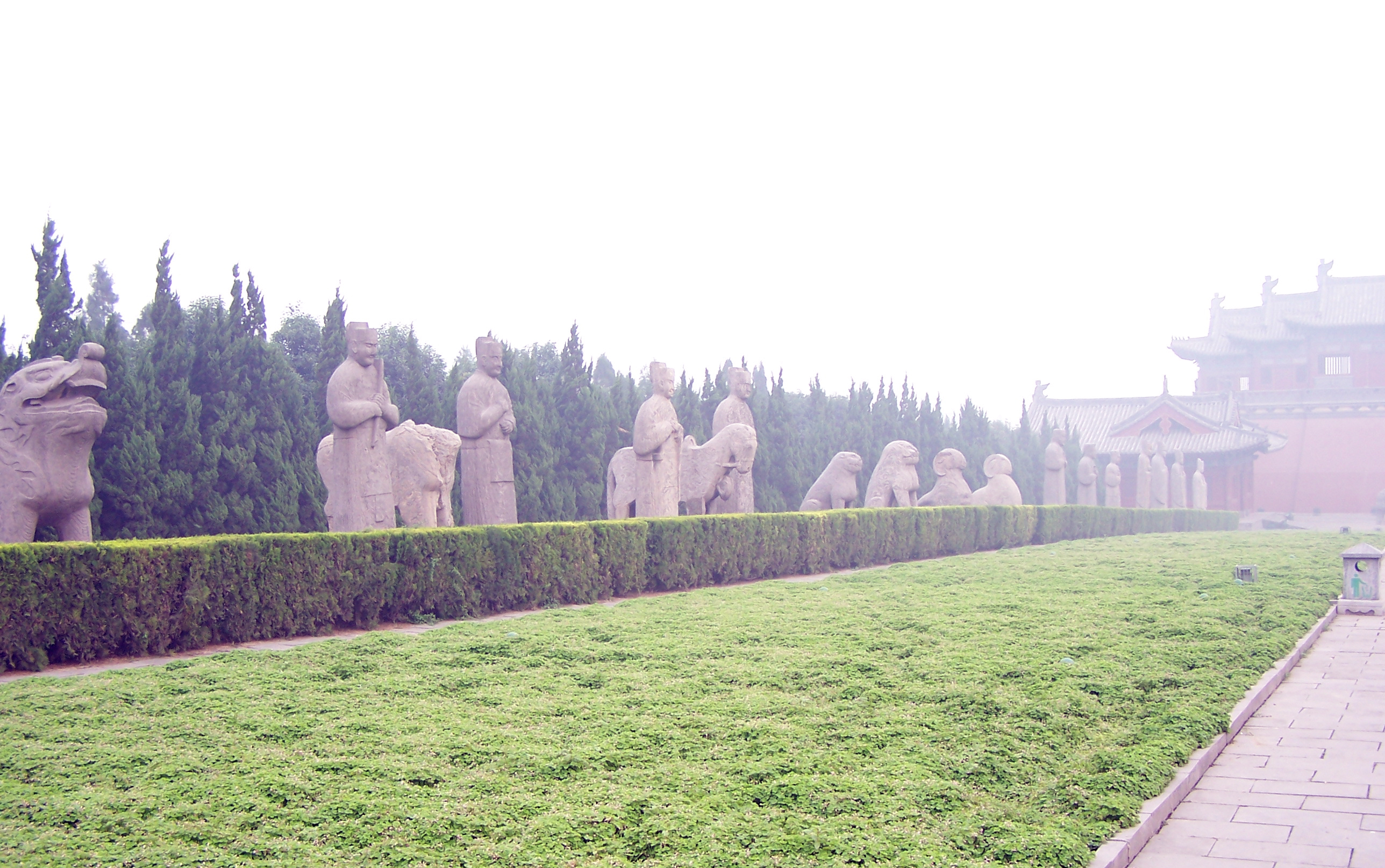
Tombe degli imperatori della dinastia Song

Tra gli edifici edificati dai Song, vi furono anche delle strutture tombali piramidali, come ad esempio le tombe imperiali dei Song situate a Gongxian, nella provincia di Henan. Circa 100 km da Gongxian vi sono delle altre tombe a Baisha, con elaborate decorazioni in legno e colonne e piedistallo che adornano le pareti interne. Le due ampie camere sepolcrali presentano un tetto a forma conica. Ai lati dei viali che conducono a questi edifici vi sono file di statue di pietra di funzionari, di animali e di creature mitologiche.

### Archeologia

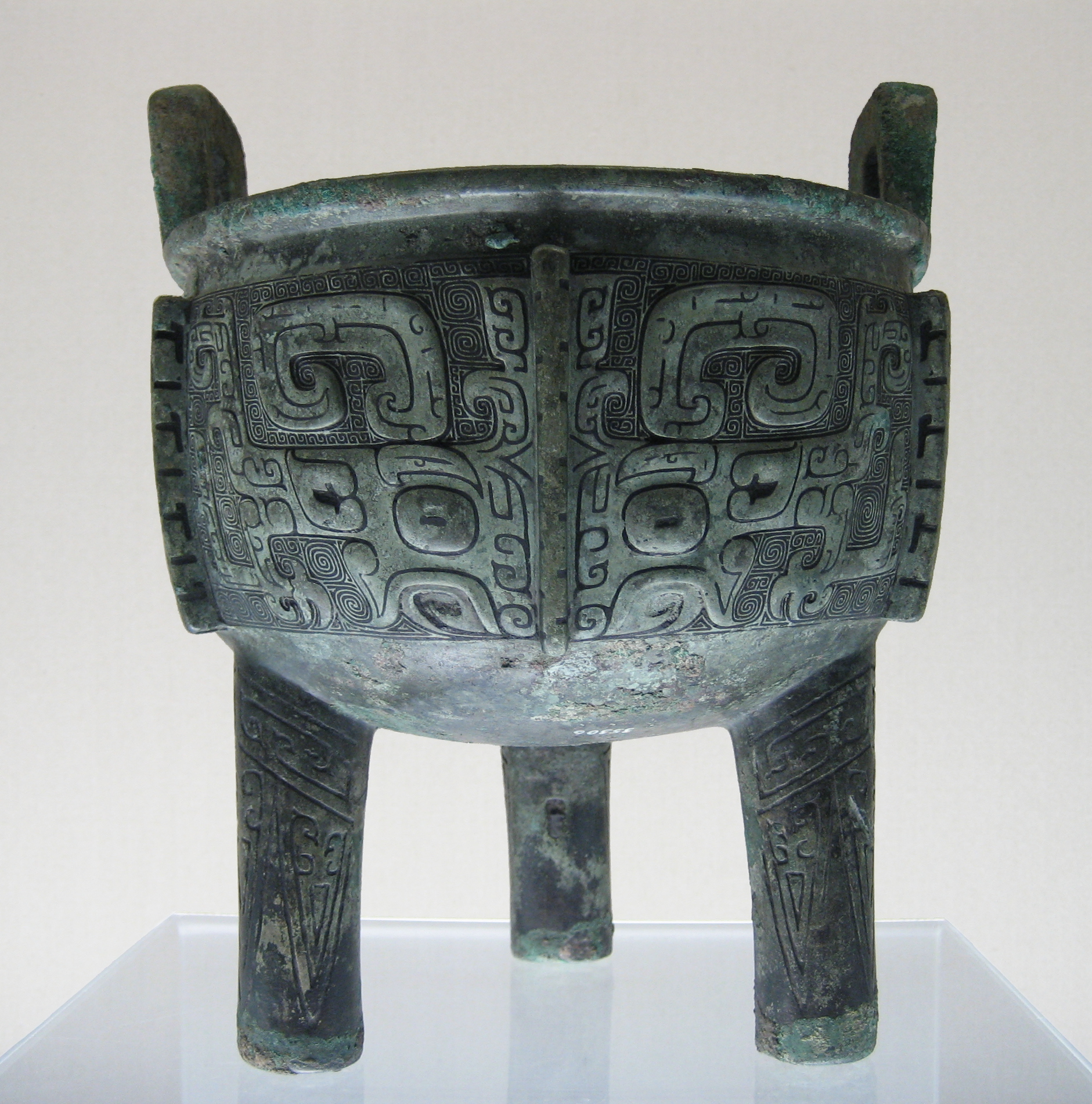
I letterati della dinastia Song dichiararono di aver raccolto reperti risalenti alla dinastia Shang, come questo ding.

Oltre a ricercare oggetti di antiquariato, i funzionari letterati divennero sotto i Song fortemente interessati nel ritrovamento di antichi reperti in siti archeologici, col fine di riportare in uso gli antichi vasi nelle cerimonie dei riti di Stato. I funzionari-letterati Song dichiaravano di aver scoperto antichi bronzi risalenti alla dinastia Shang (1600-1046 a.C.), che portavano incisi i caratteri dell'epoca Shang. Alcuni tentarono di ricreare tali vasi di bronzo colla sola immaginazione, senza osservare testimonianze concrete dei reperti; questa pratica fu criticata da Shen Kuo nella propria opera del 1088. Shen s'oppose all'idea dei suoi pari secondo la quale gli antichi reperti sarebbero stati prodotti da famosi "saggi" della tradizione o dell'antica classe aristocratica; invece Shen correttamente attribuiva la realizzazione di quei manufatti e vasi antichi agli artigiani e alla gente comune di quel periodo. Criticava anche le ricerche archeologiche svolte solamente per i riti di Stato, dato che Shen non solo applicava un approccio interdisciplinare allo studio dell'archeologia, ma dava particolare importanza allo studio della funzione e dei processi manifatturieri degli antichi reperti. Shen si basò sui testi antichi e modelli esistenti di sfere armillari per crearne una basata su standard antichi; Shen descrisse armi antiche come un organo di mira graduato sulle balestre; sperimentando le antiche battute musicali, Shen suggerì di appendere un'antica campana tramite una maniglia.
Nonostante l'interesse prioritario della nobiltà verso l'archeologia semplicemente per riportare in vita antichi riti di stato, alcuni pari di Sheng adottarono lo stesso approccio verso lo studio dell'archeologia. Il suo contemporaneo Ouyang Xiu (1007-1072) compilò un catalogo analitico di frammenti di pietra e bronzo. Nel corso dell'XI secolo i letterati Song scoprirono l'antico santuario di Wu Liang (78-151 d.C.), un letterato della dinastia Han (202 a.C.-220 d.C.); intagli e bassorilievi decoravano le pareti della tomba, cosicché potessero essere analizzati ovunque. Sull'inaffidabilità dei resoconti storici scritti, il funzionario-letterato Zhao Mingzheng (1081-1129) affermò "...le iscrizioni su pietra e bronzo furono incise quando gli eventi accaddero e sono attendibili senza riserve, quindi le discrepanze [tra testi e iscrizioni] possono essere risolte". Lo storico R.C. Rudolph afferma che l'enfasi data da Zhao sulla consultazione di fonti contemporanee per una datazione accurata è assimilabile a quella dello storico tedesco Leopold von Ranke (1795-1886), e fu infatti sottolineata da molti letterati Song. Il letterato Song Hong Mai (1795-1886) criticò duramente ciò che egli chiamava il "ridicolo" catalogo di corte Bogutu compilato durante le ere Zhenghe (政和) e Xuanhe (宣和) (1111-1125) dell'imperatore Huizong. Hong Mai comparò antichi vasi risalenti alla dinastia Han colle descrizioni offerte dal catalogo, che trovò talmente inaccurate che affermò che si dovette "trattenere dalle risate". Hong Mai indicò come colpevole dell'erroneità del materiale il Primo Ministro Cai Jing (1047-1126), il quale proibì ai letterati di leggere e consultare le storie scritte.